# Transports publics genevois
Pour les articles homonymes, voir TPG.
Les Transports publics genevois (TPG, stylisé tpg) sont une régie et un établissement autonome de droit public cantonal, fondée en 1977 à Genève. Elle a pour objectif l'exploitation du réseau de transports en commun de voyageurs du même nom, non seulement sur le territoire du canton de Genève, mais aussi dans certaines communes du canton de Vaud et des départements français de l'Ain et de la Haute-Savoie.
Les Transports publics genevois exploitent actuellement les cinq lignes du tramway de Genève, les six lignes du trolleybus de Genève, les 65 lignes d'autobus de Genève et co-exploitent le réseau Transports annemassiens collectifs via sa filiale TPG France.

## Histoire

### Débuts du transport en commun
Le 13 septembre 1833 à Genève, MM. Enneveux et Avanzine, qui étaient voituriers, ouvrirent un service à l'heure entre la place Neuve et la ville de Carouge sur une longueur de 2,5 kilomètres. Ce service passa par la suite à la demi-heure et la fréquentation moyenne journalière était de 500 personnes transportées. Au vu de ce succès, ce furent d'autres entrepreneurs qui établirent d'autres liaisons pour Chancy-Thônex, Lancy, Saint-Julien-en-Genevois, Ferney-Voltaire, Vernier et Vandœuvres ; il y eut jusqu'à neuf lignes pour autant de concessions différentes.
Au début, une simple charrette à quatre places assurait le service. Le matériel roulant se perfectionna par la suite et les différentes lignes reçurent par la suite des omnibus, comprenant douze places, tirés par plusieurs chevaux.
L'entreprise « Compagnie générale des omnibus de Genève », liée à la « Compagnie générale des omnibus » de Paris, reprit dès 1855 les lignes existantes et fit construire ses propres voitures dans les ateliers de la Compagnie-mère à Paris et réorganise le réseau urbain, en fusionnant les lignes existantes.
Comme ce fut le cas plus tard pour les tramways, Genève avait très vite adopté l'omnibus, contrairement à d'autres villes qui ne suivirent que bien plus tard : 
- Zurich en 1867 avec la ligne « Gare principale - Tiefenbrunnen ».
- Bâle en 1880 seulement avec la ligne « Gare du Central Suisse - Gare Badoise ».

### DuXIXesiècleà nos jours

Schéma des voies en 1945.

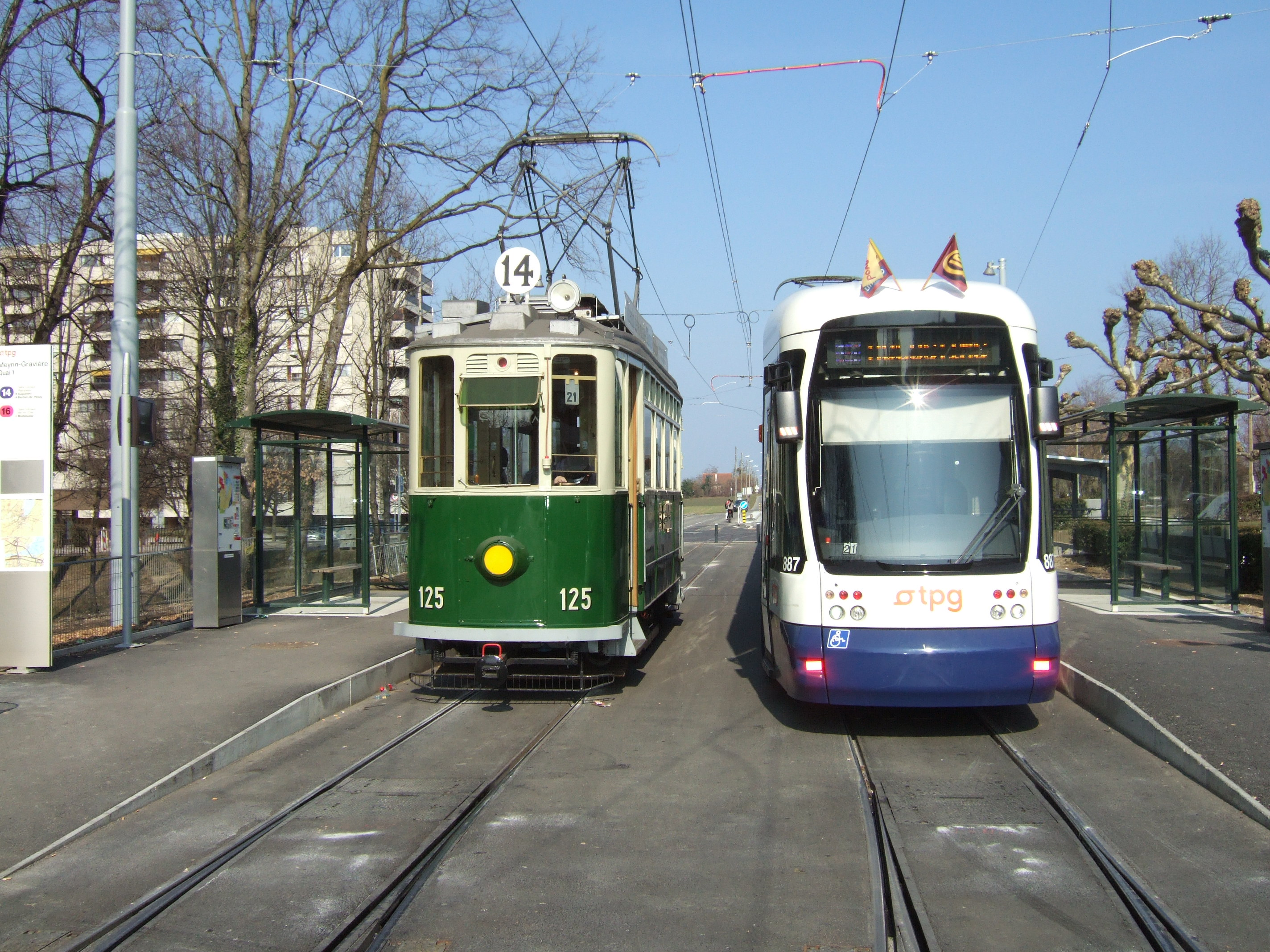
Tramways d'hier et d'aujourd'hui.

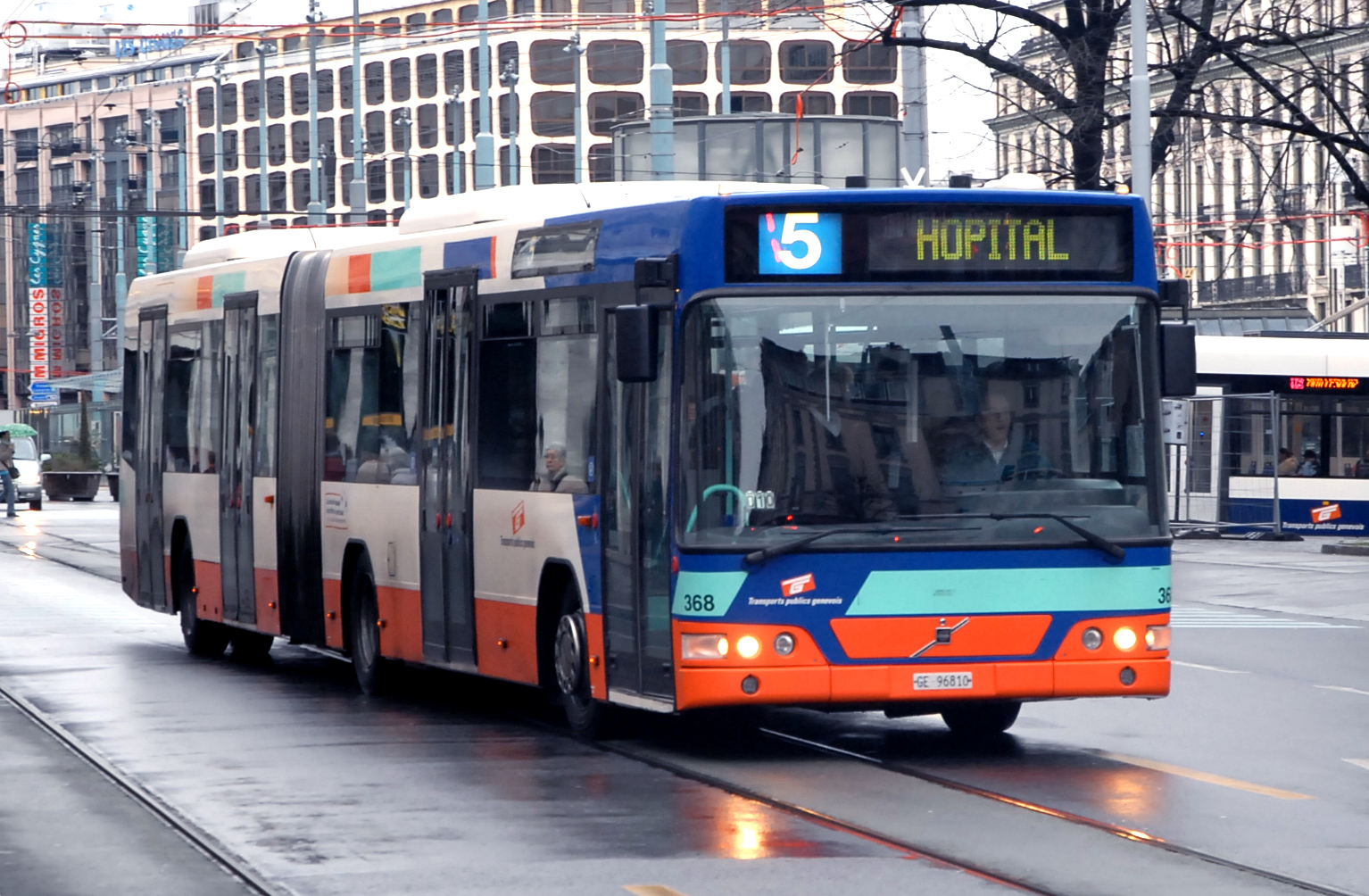
Ancien autobus Volvo portant la livrée « 2000 ».

Au cours des années 1870 à 1890, la Compagnie générale des tramways suisses et la Société genevoise des chemins de fer à voie étroite développent chacune de leur côté leur propre réseau de tramway, reprenant la base des lignes ouvertes au cours des années 1860.
À la fin du XIXe siècle, Genève possède un réseau important de tramways avec trois modes de traction (électrique, à vapeur et hippomobile pour certains services). Il existe à cette époque deux entreprises de transport en commun :
- La Compagnie générale des tramways suisses (TS)
- La Société genevoise des chemins de fer à voie étroite (VE)

C'est le 11 août 1899 que se constitue, dans le but de réorganiser et de développer le réseau des transports publics, la Compagnie genevoise des tramways électriques (CGTE). Dotée d'un capital social de 5 millions de francs suisses, la CGTE rachète, le 1er décembre 1900 la TS, et, un mois plus tard, la VE. La modernisation du réseau peut alors commencer avec la mise à voie métrique de l'ancien réseau de la TS, l'électrification des lignes existantes de la VE et l'acquisition d'un nouveau matériel roulant.
C'est après la Première Guerre mondiale que le déficit des lignes de campagne commence, la CGTE doit se résoudre à supprimer la desserte de certains tronçons, elle manque de moyens pour développer son réseau et ne peut ni doubler certains tronçons ni même remplacer les rails usés datant du siècle précédent, elle manque de peu de faire faillite en 1926,. La situation ne s'améliore pas, et en 1938 sont supprimées plusieurs dessertes ferroviaires qui sont remplacées par des services de bus. Puis vient la Seconde Guerre mondiale, et le manque de carburant et de pneus oblige la CGTE à remettre en service des tramways sur certains tronçons.
Après la guerre, le trafic automobile ne cesse d'augmenter, si bien que la CGTE en est victime. Le tramway est considéré comme gênant le trafic automobile, il est progressivement remplacé par les autobus et trolleybus, au point qu'une seule ligne subsiste en 1969, la ligne 12 reliant Carouge à Moillesulaz, sauvée par son fort trafic,.
En 1967 l'État envisage de changer en profondeur le fonctionnement de la CGTE, dont elle est l'actionnaire majoritaire. En 1971 une initiative populaire demande au Grand Conseil que la CGTE soit reprise par le canton, un projet constitutionnel est ainsi présenté en 1975 au peuple genevois qui acte sa création. Le Grand Conseil vote le 21 novembre 1975 une nouvelle loi sur les buts et l'organisation des Transports publics genevois, qui entre en vigueur le 1er novembre 1976.
C'est le 1er janvier 1977 que la CGTE, compagnie privée, est reprise et remplacée par les TPG, régie de droit cantonal.
Dès lors, et à la suite de la votation du 12 juin 1988 favorable au développement des transports publics, les TPG connaissent une nouvelle période d'expansion, qui s'accélère avec l'introduction de tarifs en faveur des jeunes et des rentiers de l'AVS et de l'AI (supprimés en 2004). La modernisation du parc des véhicules, tant des tramways que des véhicules sur pneus, a également un impact très positif sur la fréquentation qui atteint un sommet au début des années 1990.
En 1996 est signé le premier contrat de prestation avec le canton de Genève et le principe du plan directeur quadriennal est instauré.
Les TPG ont changé de logo au printemps 2007 pour marquer les 30 ans de l'entreprise.
Le 19 novembre 2014, à la demande du syndicat des transports SEV, une grève des conducteurs d'une durée de 24 heures a lieu et concerne la totalité des lignes de tramway et la majorité des lignes de bus. Le trafic est fortement perturbé dans le canton de Genève. Depuis cette même année, il est possible d'acheter un ticket par SMS, tandis qu'une application pour smartphones tournants sur Android (via Google Play), et sur iOS (via l'App Store) est disponible et permet d'afficher les horaires aux points d'arrêts, l'information sur les perturbations en cours, les plans du réseau ainsi qu'un calculateur d'itinéraire,.
En décembre 2017, les TPG annoncent la mise en place une navette sans conducteur entre le village de Meyrin et la gare de Meyrin (ligne XA) dont l'exploitation en véhicule autonome ne débute finalement qu'en juillet 2018 pour des questions d'autorisations fédérales manquantes, et inaugurent les bus électriques TOSA sur la ligne 23, qui sont mis en service en mars 2018. Enfin, les TPG suppriment à cette même date le principe de l'arrêt obligatoire à chaque arrêt pour les bus et les trolleybus en ville, ainsi que pour certaines stations de tramway, afin d'augmenter la vitesse commerciale ; les véhicules ne s'arrêtent plus qu'à la demande des voyageurs ; les arrêts situés dans la campagne genevoise étaient déjà desservis uniquement à la demande,.
Dès le 23 mars 2020, les TPG réduisent leur offre de plus de 40 % à la suite de l'inquiétude des conducteurs par rapport à la pandémie de maladie à coronavirus de 2020.. Cette réduction d'offre s'est caractérisée notamment par le passage quasi généralisé aux horaires dominicaux, l'arrêt des lignes Noctambus et de ligne XA, cette dernière n'ayant été rétablie que le 24 août 2020 pour finalement être suspendue à nouveau à cause de la seconde vague et supprimée officiellement le 13 décembre 2020, les TPG souhaitant se concentrer sur des navettes sans trajet fixe.
Le 12 octobre 2022, une grève des conducteurs a lieu. Le trafic est très perturbé en ville, cependant, le service minimum mis en place permet de limiter les perturbations sur les lignes régionales et transfrontalières. Dans l'après-midi, la grève est prolongée au 13 octobre. Dans ces conditions, le service minimum de la veille n'a pas pu être mis en place et le trafic est très fortement perturbé. Un accord est trouvé entre la direction et les syndicats, il est approuvé par une majorité des grévistes et le trafic reprend progressivement dans l'après-midi du 13 octobre. Le 14 octobre la situation est de retour à la normale.
Le 10 décembre 2023, l'offre nocturne est complètement réorganisée avec la mise en place du « réseau nocturne » composé uniquement de prolongement des lignes diurnes en lieu et place de l'ancien « Noctambus » composé en partie de dessertes spécifiques.
Les TPG proposent en 2024 un « rallye urbain », librement accessible, qui nécessite l’utilisation d’un smartphone. Ce rallye nommé « De kiosque en aubette » invite à découvrir les kiosques et les abris emblématiques du réseau (énigmes, présentations historiques),. Ce rallye est complété par une « vitrine » de sources audio-visuelles sur l’histoire du réseau présentées par l’association Memoriav.

### Identité visuelle (logo)

Logo de 1977 à 2007, avec la signature Unireso adoptée en 2001
Logo depuis 2007

## Structure de l'entreprise

### Capital social
Le capital de dotation des TPG est de 44 millions de francs suisses et compte, en 2019, 7 087 929 CHF de fonds propres.
Les TPG sont dirigés par un conseil d'administration, renouvelé tous les quatre ans, composé de :
- sept membres désignés par le Conseil d'État, dont un représentant de la région frontalière ;
- sept membres désignés par le Grand Conseil de la République et canton de Genève ;
- un membre désigné par le Conseil administratif de la ville de Genève ;
- un membre désigné par l'Association des communes genevoises ;
- trois membres désignés par le personnel de l’entreprise.

Les décisions du conseil d'administration sont mises en application par un collège de direction de huit membres : le directeur général et sept autres directeurs, un par domaine d'activité : Exploitation, Marketing, ventes et communication, Ressources humaines, Finances et gestion, Infrastructures et bâtiments, Technique et Systèmes d’information et télécommunications.

### Effectifs
Au niveau des moyens humains, l'entreprise compte, au 31 décembre 2023, 2 035 salariés dont 1 541 sont chargés de l'exploitation (cela inclut les conducteurs), 346 salariés aux ateliers et à la maintenance et 281 personnes aux services administratifs.
En 2023, l'entreprise compte près de 45 % de salariés non-suisses et seulement 14,35 % de femmes[réf. nécessaire] ; l'ancienneté moyenne est de 13 ans et 6 mois. Près de 300 conducteurs sont employés par les sous-traitants en 2018.

### Structure financière
La baisse des tarifs adopté en décembre 2014 a créé un manque à gagner important pour l'entreprise, estimé à l'époque à près de 16 MCHF,. Les charges totales de l'entreprise se montent à 448 525 171 CHF en 2018, et le total des produits à 434 820 000 CHF, ce qui a permis de conclure l'exercice avec une perte de −4 413 801 CHF. Les produits liés directement aux activités de transport (vente de billets...) atteignent les 153 751 903 CHF tandis que les contributions du canton de Genève atteignent les 240 451 440 CHF.
Le 21 septembre 2017, le Grand Conseil a voté une loi visant à ce que le canton compense les pertes à hauteur de dix millions de francs par an, afin de respecter la volonté du peuple genevois de voir les tarifs baisser exprimée en 2014 puis confirmée en 2017 par le non au référendum sur la hausse des tarifs. Cette compensation a pour objectifs de faire revenir l'offre à son niveau de 2014 et de préparer les TPG à la mise en service du Léman Express en 2019.
Une étude commandée par les TPG évalue en 2019 les retombées économiques engendrées par ses activités : pour 1 million investi il y aurait 1,18 million de francs de retombées économiques en termes d’environnement, de santé publique et de valeur foncière.

### Contrat de prestations
Tous les quatre ans, les TPG et l'État de Genève définissent un contrat de prestations définissant entre autres le montant de la subvention accordée par le Canton à la compagnie.
En 2022, le Conseil d'administration des TPG a décidé de confier la gestion de la publicité à des sociétés externes et de dissoudre sa propre filiale du fait des résultats financiers insuffisants.

## Réseau

Le réseau TPG.

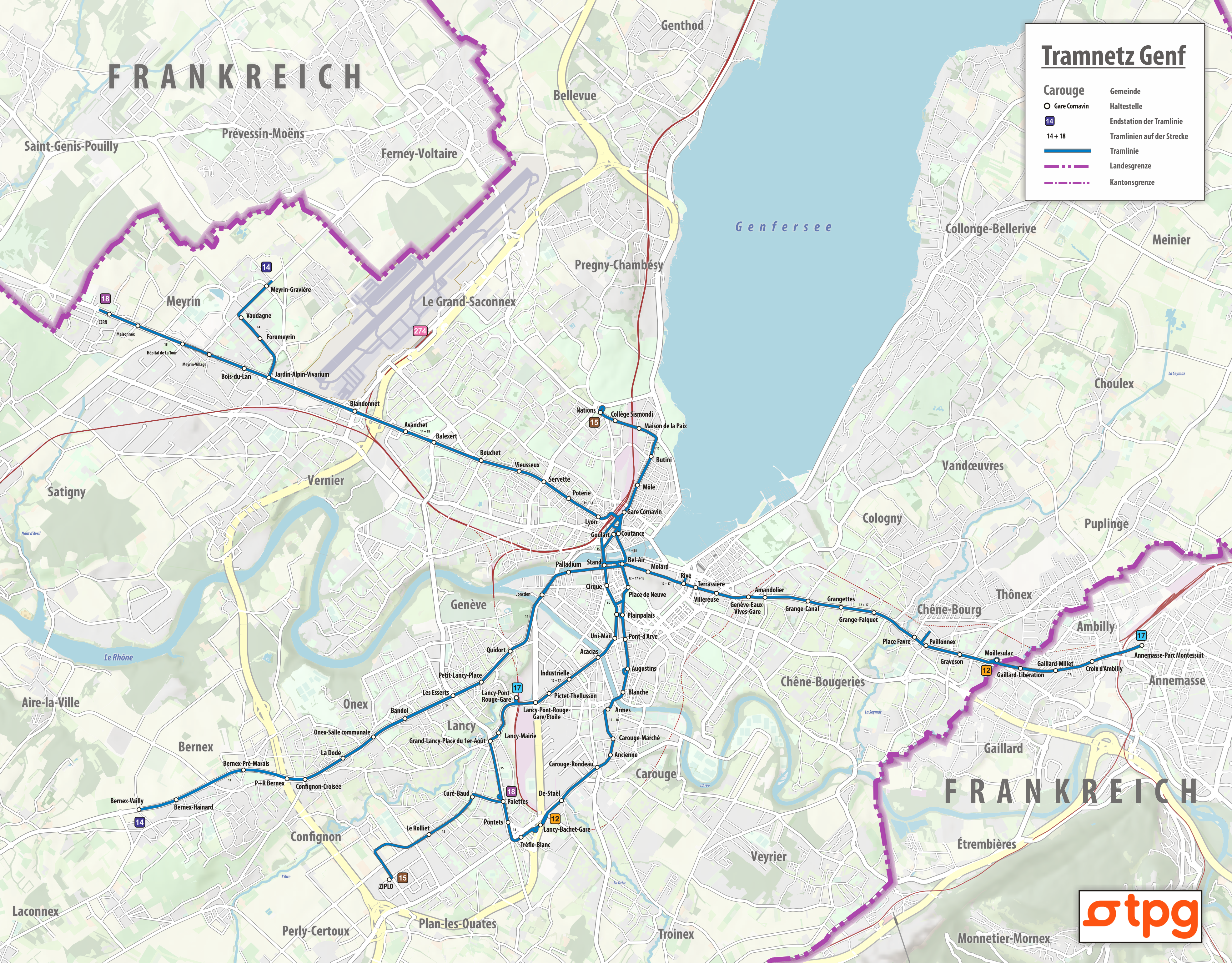
Le réseau de tramway.

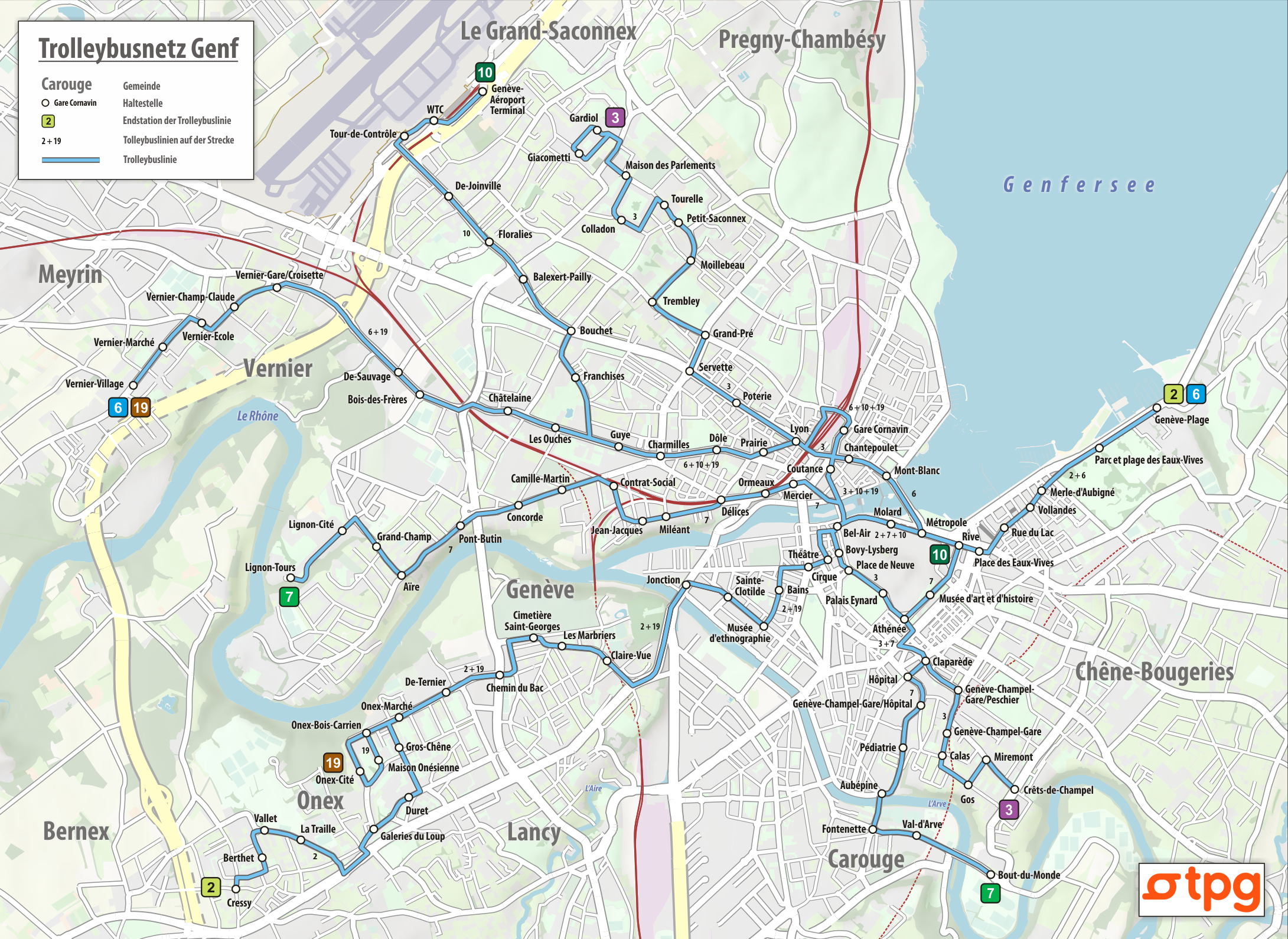
Le réseau de trolleybus.

### Présentation
Le réseau des Transports publics genevois s'étend sur 426,490 km à travers le canton de Genève, quelques communes du canton de Vaud et les régions transfrontalières françaises voisines, incluant notamment Gex et Saint-Julien-en-Genevois. En 2019, il a assuré 227 845 milliers de voyages dont 767 000 voyages sur les lignes nocturnes.
Ce réseau est exploité en 2019 à l'aide de 659 véhicules répartis en 117 rames de tramways, 89 trolleybus et 450 autobus, sous-traitants compris. Ils ont parcouru 29 671 076 kilomètres en 2019.
Le raccordement ferroviaire genevois CEVA (Cornavin–Eaux-Vives–Annemasse), bien que géré par les CFF, devrait avoir un impact important sur la mobilité à Genève et donc sur les Transports publics genevois, en particulier dans cadre du Léman Express. Les travaux ont officiellement démarré le 15 novembre 2011, la mise en service est intervenue en décembre 2019. À terme, le CEVA fluidifiera les transports transversaux entre Genève-Cornavin et Annemasse en déchargeant ainsi la ligne 12 ainsi que la correspondance de Bel-Air.

#### Lignes
Le réseau de transport exploité par les TPG comprend :
- les cinq lignes du tramway de Genève d'une longueur de 33,103 km comprenant 135 stations ;
- les six lignes de trolleybus de Genève d'une longueur de 30,380 km ;
- les soixante-cinq lignes d'autobus de Genève d'une longueur de 363,480 km (auxquelles il faut ajouter une dizaine de services scolaires) ;
- les six lignes de bus du service « Aérobus », destinées à transporter les voyageurs à destination de l'aéroport avant 6 h du matin.

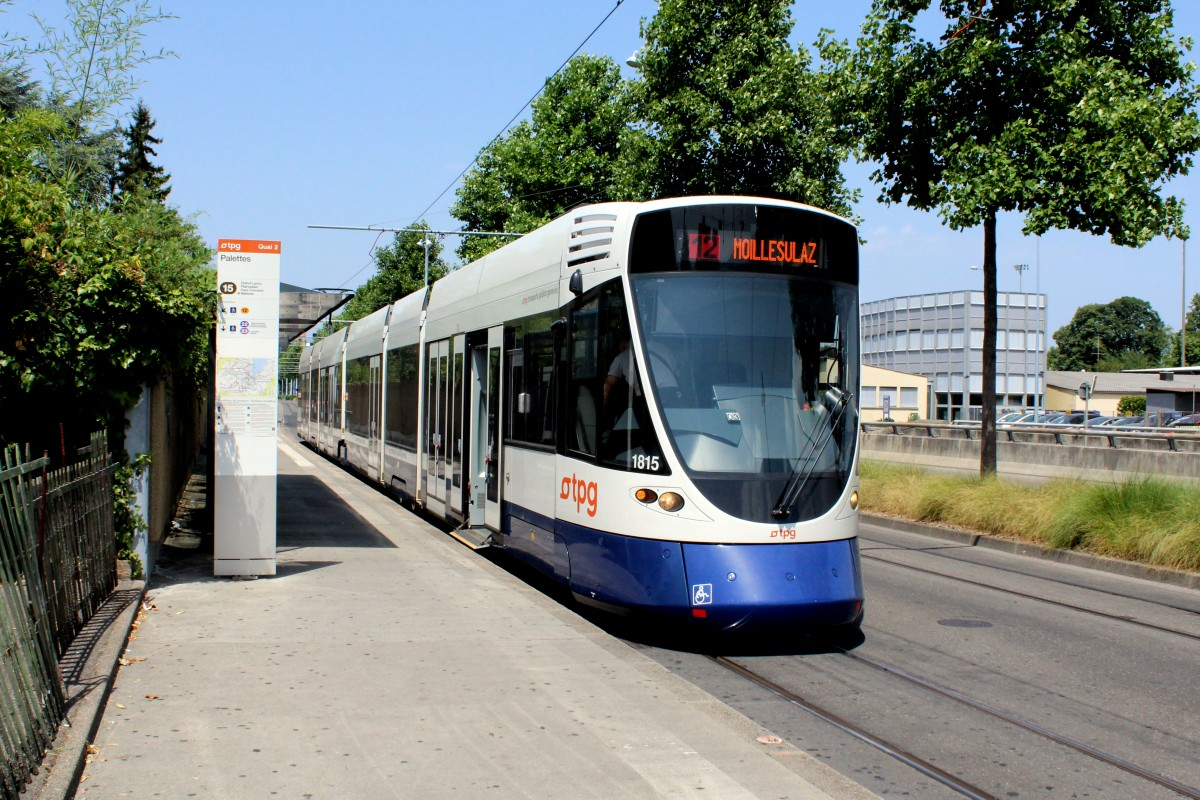
Tramway
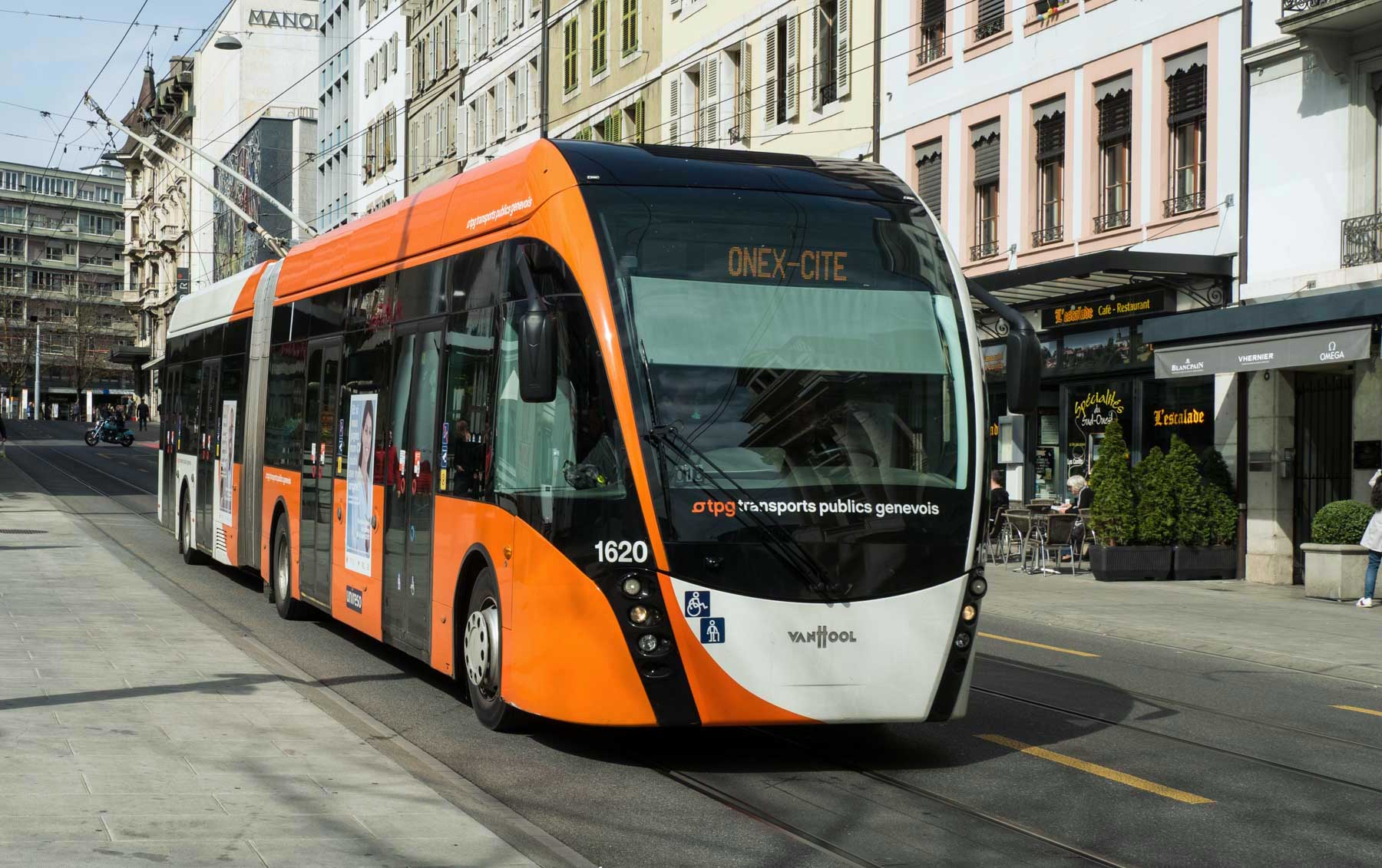
Trolleybus
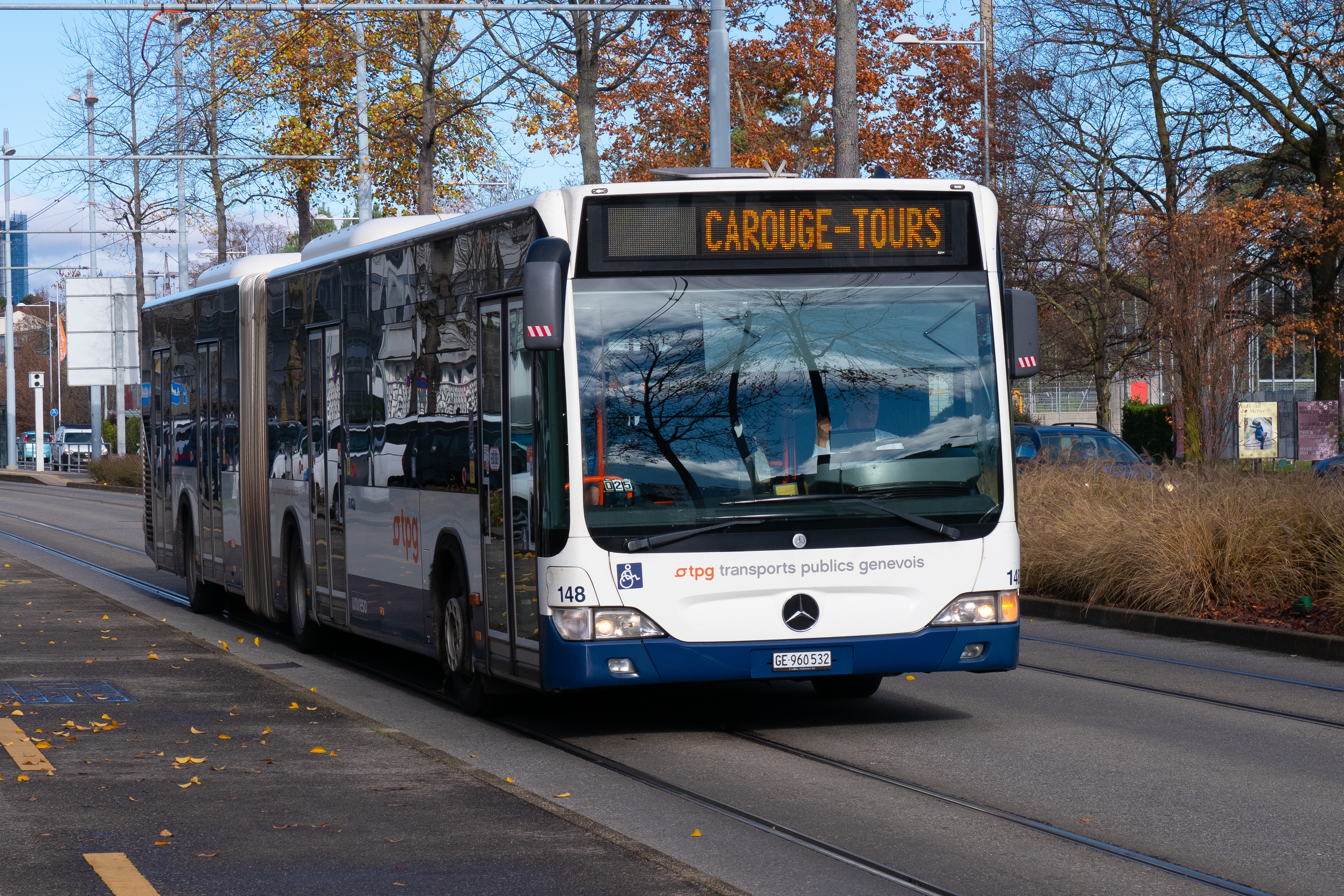
Autobus

#### Trafic
|                                   | 2006    | 2007    | 2008    | 2009    | 2010    | 2011    | 2012    | 2013    | 2014    | 2015    | 2016    | 2017    | 2018    | 2019    | 2020    |
| --------------------------------- | ------- | ------- | ------- | ------- | ------- | ------- | ------- | ------- | ------- | ------- | ------- | ------- | ------- | ------- | ------- |
| Tramway                           | 47,243  | 51,040  | 61,335  | 61,261  | 65,631  | 69,999  | 85,747  | 84,324  | 83,993  | 83,624  | 87,565  | 88,693  | 90,926  | 94,416  | 66,589  |
| Trolleybus                        | 31,970  | 35,491  | 39,107  | 38,523  | 38,053  | 37,516  | 34,826  | 36,590  | 36,219  | 37,356  | 39,515  | 40,100  | 39,320  | 39,178  | 26,136  |
| Autobus (dont l'ancien Noctambus) | 60,839  | 64,906  | 67,101  | 69,682  | 67,092  | 68,859  | 70,930  | 74,810  | 76,030  | 78,254  | 85,706  | 87,496  | 89,097  | 87,267  | 59,709  |
| Services spéciaux                 |         |         |         |         |         |         |         |         |         | 1,048   | 1,139   | 1,070   | 1,001   | 1,254   | 0,493   |
| Total                             | 140,052 | 151,437 | 167,543 | 169,466 | 170,776 | 176,374 | 191,502 | 195,723 | 196,242 | 200,282 | 213,809 | 217,360 | 220,344 | 227,845 | 152,227 |

Note : Les chiffres avant 2010 n'intègrent pas les Noctambus urbains, les chiffres entre 2011 et 2014 n'intègrent pas les services spéciaux, ceux avant 2011 sont comptabilisés avec les bus.

#### Sous-traitance
Dans le cadre d'une loi de 1995, la part des activités que les TPG peuvent sous-traiter ne doit pas excéder 10 % des dépenses totales de la régie, les TPG sous-traitent ainsi les lignes rurales essentiellement, lui permettant d'économiser près de 22 % de charges, ; en 2018 les TPG sous-traitent à hauteur de 9,5 %. La sous-traitance un sujet régulier de polémiques et de référendums, notamment en raison des conditions de travail inférieures à celle des TPG, ainsi en 2005 les citoyens rejettent à 66,3 % une hausse du recours à la sous-traitance. Il revient sur la table en 2014 après les baisses tarifaires ayant forcé les TPG à faire des économies pour combler le manque à gagner, puis en 2017 quand des élus du Parti libéral-radical proposent au Grand Conseil du canton de Genève un projet de loi pour doubler cette part, tandis que le Mouvement citoyen genevois propose un compromis à 15 % et que la gauche s'y oppose. Ce projet de loi est adopté par le Grand Conseil fin 2017 et cette hausse du recours à la sous-traitance est défendue par Luc Barthassat dans le cadre de l'arrivée du Léman Express. Après un débat houleux au Grand Conseil en mars 2019, le projet de loi sur l'augmentation du recours à la sous-traitance est retoqué avec 57 voix contre 39.
Fin 2018, seulement deux des sous-traitants (RATP Dev et Globe Limousines) sont regroupés au sein du Groupement des entreprises sous-traitantes des TPG (GEST), qui accueillait aussi Genève-Tours par le passé et dont Odier, filiale locale du géant espagnol Alsa, nouveau venu fin 2018 avec les lignes U et Z, n'a pas rejoint.

#### Groupement local de coopération transfrontalière
Les lignes transfrontalières placées sous la gestion du Groupement local de coopération transfrontalière des transports publics transfrontaliers (GLCTTPT), organisme binational ayant un budget de fonctionnement distinct, ne sont pas concernées par la loi de 1995, en l'occurrence les lignes 60, 61, 64, 66, 67, 68, 69 et 80,. Le GLCT est un syndicat mixte ouvert selon le droit français basé à Archamps en Haute-Savoie et coordonne aussi trois lignes interurbaines transfrontalières (Ligne 271 pour Thonon Agglomération et 272 et 274 pour le réseau Cars Région Haute-Savoie) ; il est composé des membres suivants : le canton de Genève, la région Auvergne-Rhône-Alpes, les communautés d'agglomération Pays de Gex Agglo et Thonon Agglomération et la communauté de communes du Genevois. Les autres extensions en territoire français font l'objet de conventions, comme celle liant les TPG avec Pays de Gex Agglo concernant les lignes 40 et 52.
En France, toute ligne ayant au moins deux arrêts sur le territoire national est soumise à la concurrence, et son exploitation est remise en jeu au bout d'un certain nombre d'années. C'est le cas par exemple de la ligne 80 dont les TPG ont remporté l'exploitation mais qu'elle sous-traite pour des questions de coût.
Le 11 décembre 2023, les lignes M et N sont reprises par la communauté de communes du Genevois et sortent du giron du GLCT.

### Tarification

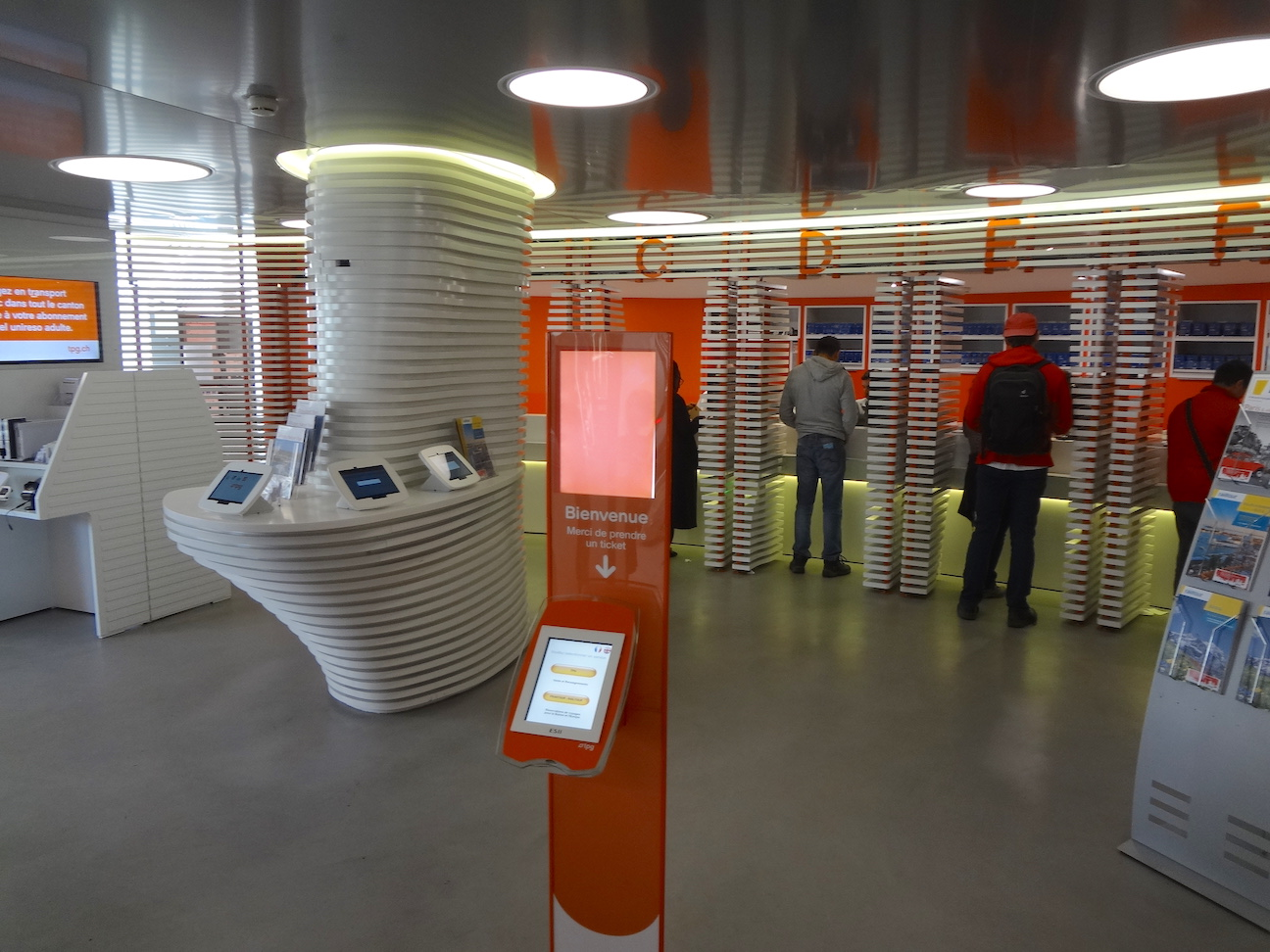
L'agence TPG de la gare de Cornavin.

Depuis 2001, les TPG font partie de la communauté tarifaire intégrale Unireso qui est une union permettant au voyageur d'emprunter bus, trolleybus, tramway, train et navettes lacustre avec un seul et même titre de transport dans le canton et les régions avoisinantes. Un billet unitaire « Tout Genève » coûte 3 CHF. En décembre 2019, avec l’arrivée du Léman Express, la communauté tarifaire Unireso a été scindée en deux communautés distinctes. Unireso régit la zone 10 Tout Genève auprès des CFF et SMGN et Léman Pass régit les tarifs régionaux intégrant les divers opérateurs du Grand Genève opérant dans les zones desservies par le Léman Express. Ces deux communautés tarifaires sont gérées par la société GCT – Gestion communautés tarifaires.
Depuis le 1er janvier 2007, les touristes hébergés dans les hôtels, auberges de jeunesse ou campings genevois peuvent circuler gratuitement durant toute la durée de leur séjour sur le réseau grâce à la Geneva Transport Card.
Le taux de couverture assuré par les usagers, via l'achat d'un titre de transport, est de 48,7 % pour les réseaux appartenant à la communauté tarifaire Unireso, selon le comptage officiel, il tombe à 38,35 % en tenant compte de la redevance payée par les TPG pour l'utilisation, par exemple, des voies du tramway. Enfin, il varie fortement selon les lignes, il n'est que de 24,1 % en 2016 pour les lignes de bus secondaires (31 à 54), et monte à 72,7 % sur les lignes transfrontalières, le reste des frais est couvert par des subventions du canton ou des communes desservies.
Les TPG possèdent trois agences commerciales pouvant assurer la vente des titres de transport : à la gare de Genève-Cornavin, à côté de la gare de Lancy-Pont-Rouge et à Rive.
Avec la mise en service intégrale du Léman Express le 15 décembre 2019, le réseau est situé sur deux systèmes tarifaires : la zone 10 d'Unireso maintenue dans son fonctionnement actuel et les zones régionales 200, 210, 230, 240 et 250 renommées pour faciliter la compréhension du nouveau système tarifaire transfrontalier Léman Pass.

### En dehors du réseau historique
En plus de son réseau historique, les TPG participent à l'exploitation d'autres réseaux et systèmes de transport en France.
Depuis 2002, à travers TP2A (Transports publics de l'agglomération annemassienne, dont les TPG sont co-actionnaires avec RATP Dev (49 % pour les TPG, 51 % pour le second), chargé de l'exploitation du réseau Transports annemassiens collectifs (TAC) desservant la ville d'Annemasse et son agglomération, lui aussi intégré à la communauté tarifaire Léman Pass. Cette filiale est elle-même une filiale de TPG France, une SARL créée initialement en 1994 pour des raisons juridiques afin de pouvoir immatriculer en France les véhicules assurant la desserte locale sur les lignes transfrontalières,.
Depuis 2013, dans le cadre d'un groupement avec RATP Dev et COMAG (filiale de Poma), les TPG exploitent le téléphérique du Salève en Haute-Savoie.

## Exploitation

### Signalisation

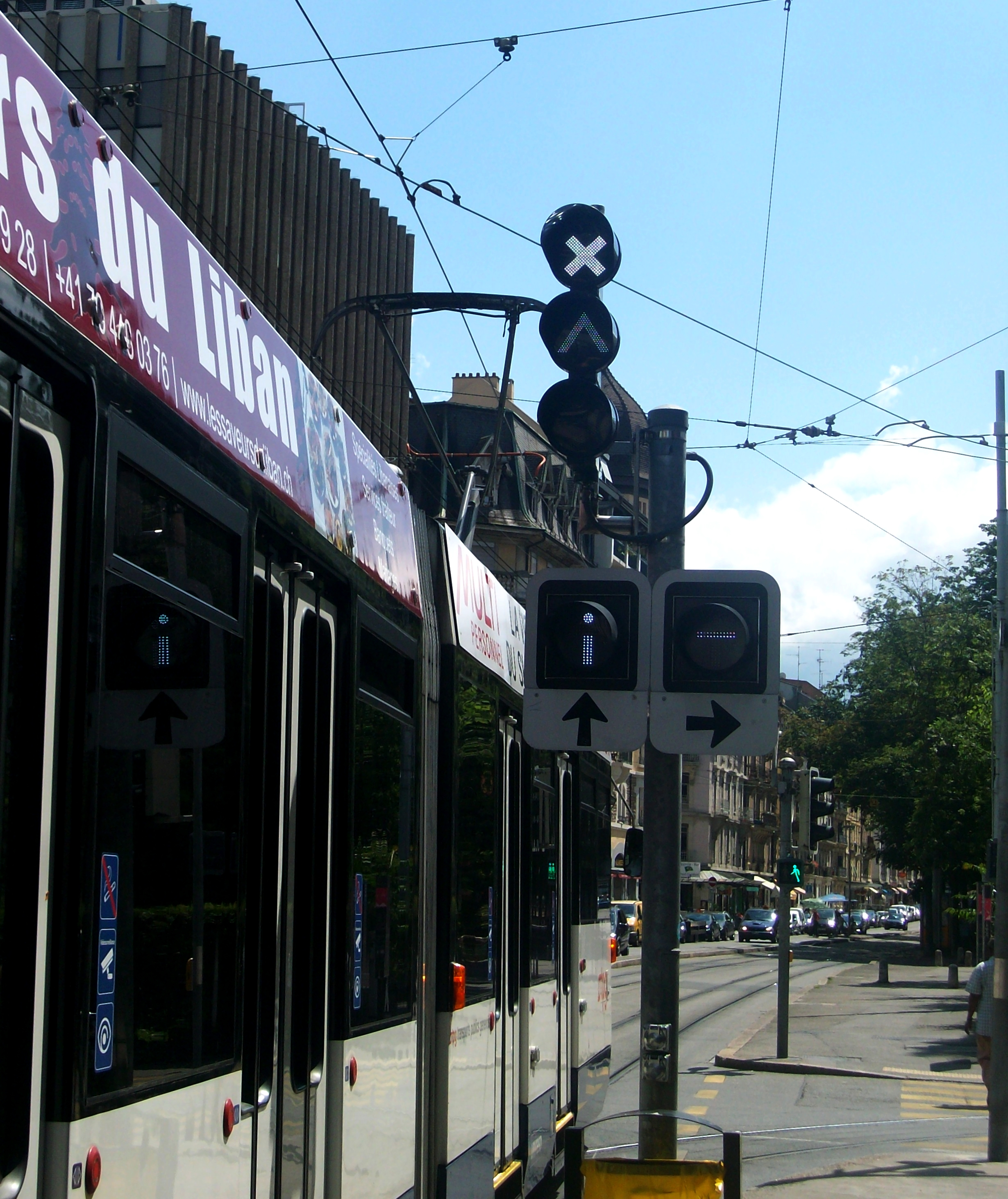
Sous un signal d'aiguille, deux feux préférentiels se référant chacun à une direction : Celui de gauche autorise le passage pour aller tout droit, celui de droit indique l'arrêt pour les véhicules allant à droite.

Cette signalisation lumineuse relève de la compétence de la direction générale des transports du canton de Genève et a pour objectif de donner la priorité aux carrefours équipés aux véhicules des TPG, qu'il s'agisse des bus, des trolleybus ou des tramways. En l'absence de cette signalisation, qui peut être implantée aussi bien en site propre que dans la circulation générale, les véhicules se soumettent à la signalisation routière définie par la loi fédérale sur la circulation routière.
Cette signalisation est baptisée « feux préférentiels » et est déclenché soit au cours du cycle de feux, à l'approche du véhicule, soit par des boucles de détection implantées dans la chaussée ou par un système de transmission hertzien,.
La signalisation actuelle, modernisée à l'arrivée des feux à LED, est composée d'un feu dit « Signal T » pouvant afficher une barre horizontale (fixe ou clignotante) ou verticale et un point (fixe ou clignotant) placé au-dessus nommé « Lampe témoin », le tout de couleur blanche ou parfois orange en fonction de la période où ont été installés les feux.
Le feu préférentiel peut être surmonté d'un feu clignotant pouvant présenté trois aspects, allumé uniquement si le signal T autorise le passage, invitant à passer avec prudence, :
- Blanc : conflit possible avec le trafic parallèle, peut aussi indiquer un moment opportun pour démarrer ;
- Orange : conflit possible avec un ou plusieurs flux de circulation qui coupent la trajectoire ;
- Bonhomme blanc : Conflit possible avec un passage piéton pour lequel le feu est au vert.

À la différence des anciens signaux qui ne donnaient que la direction en plus d'autoriser ou non le passage, le système actuel ne régi que le passage mais ne concerne pas uniquement le tramway. À une bifurcation ou pour des signaux distincts pour les tramway et les bus par exemple, il y a donc deux feux, chacun accompagné d'une plaque indiquant la direction ou le mode concerné.
| Feu | Signification |
| --- | --- |
|     | Aucun véhicule annoncé, signal fermé. |
|     | Annonce d'un véhicule enregistré, arrêt devant le signal.                                                                                    |
|     | - Ouverture probable du feu dans les 8 secondes ; - Si le signal est implanté à un arrêt, annonce du meilleur moment pour fermer les portes. |
|     | - Ouverture probable du feu dans les 3 secondes ; - Préparation au départ.                                                                   |
|     | Voie libre. |
|     | Si voie libre et pas de véhicule annoncé ou enregistré, la lampe témoin peut s'éteindre.                                                     |
|     | - Fermeture probable du feu dans les 3 secondes ; - Arrêt avant l'intersection, sauf en cas de présence d'un danger.                         |
|     | - Annonce encore enregistrée, mais signal fermé.                                                                                             |

### Dépôts
Les TPG comptent trois dépôts, situés à Genève, au Grand-Lancy et à Vernier, dont elle est propriétaire des bâtiments,.
Un 4e dépôt est projeté dans le quartier du Lignon sur le site de Château-Bloch.

#### La Jonction

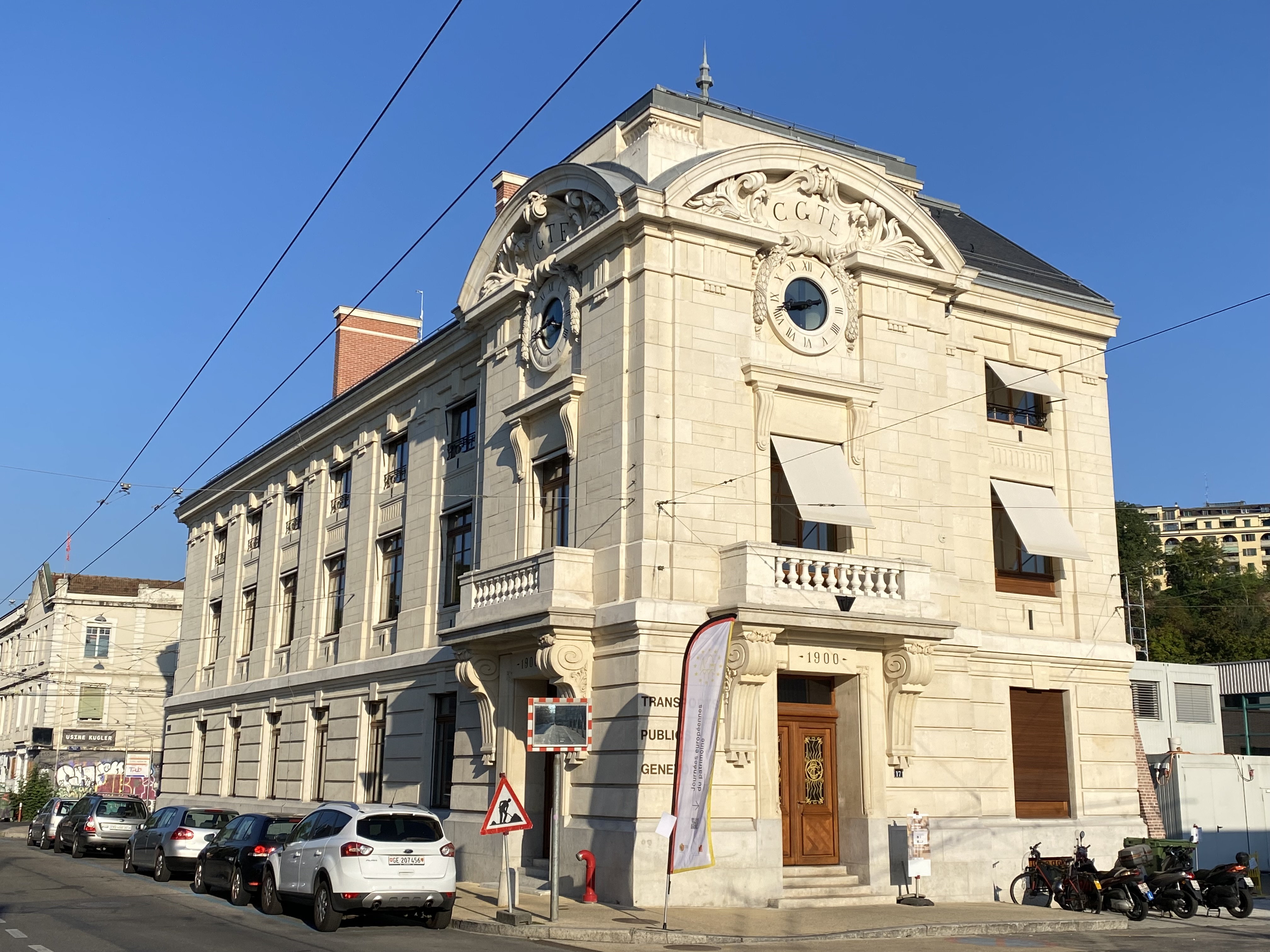
L'ancien siège social.

Il s'agit du dépôt historique du réseau. Ouvert en 1900, il accueillait le siège de la CGTE puis des TPG jusqu'à l'ouverture du dépôt du Bachet-de-Pesay,. Accueillant historiquement les tramways, jusqu'à l'ouverture du dépôt du Bachet-de-Pesay, il accueille jusqu'en 2020 les six lignes de trolleybus et une partie des lignes des bus sur un site en comptant au total 42 558 m2, permettant la petite maintenance,,.
Depuis 2020 il est dédié exclusivement aux trolleybus, les autobus étant transférés au dépôt En Chardon, la partie libérée du site sera reconverti en parc urbain,.

#### Le Bachet-de-Pesay

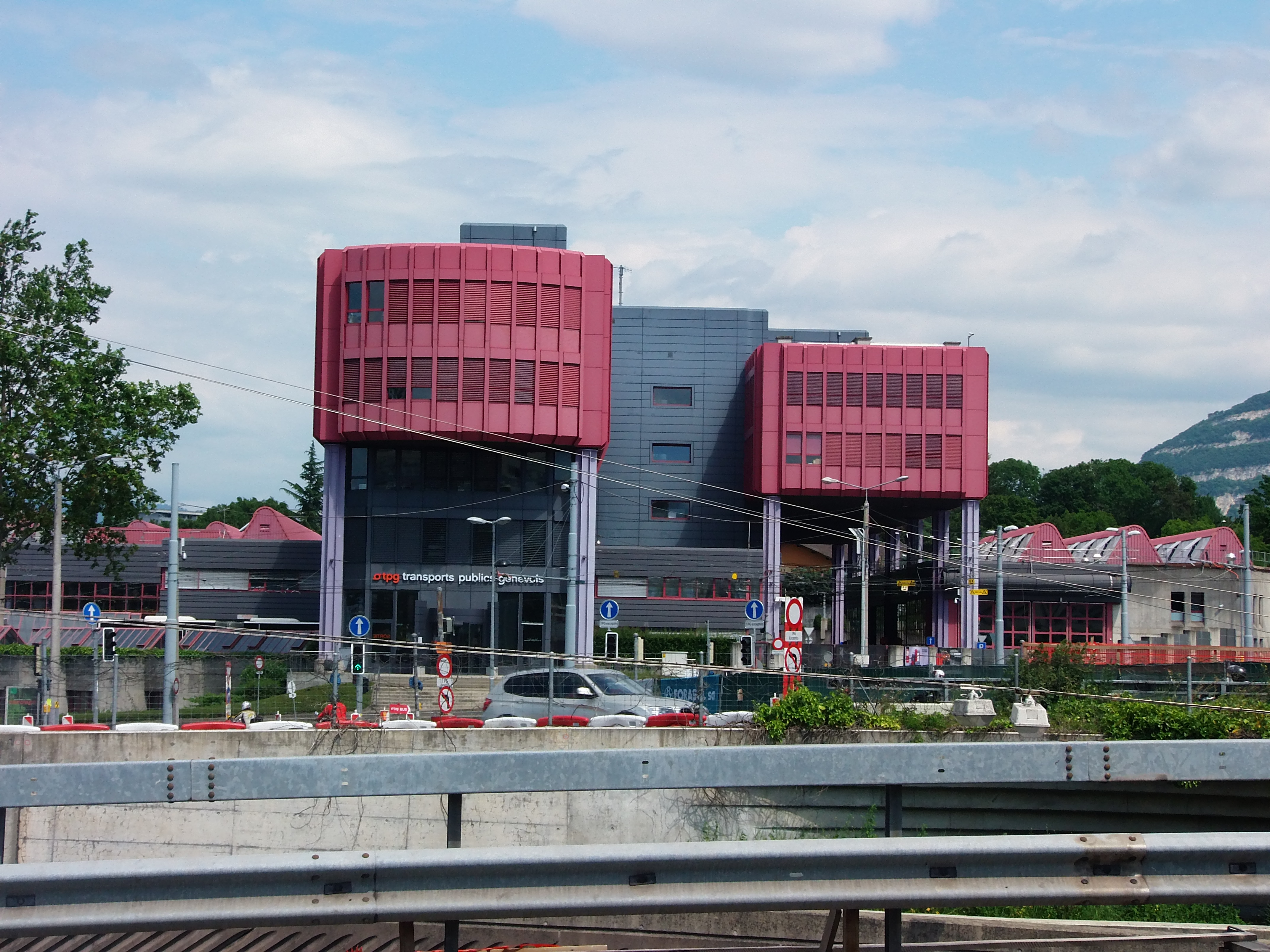
Le bâtiment administratif du Bachet-de-Pesay.

Dépôt situé à Grand-Lancy, ouvert en 1992, il accueille sur 53 500 m2 le siège social des TPG ainsi que tout le service administratif, les cinq lignes de tramway et l'autre partie des lignes de bus,.

#### En Chardon
Situé à Vernier (accès depuis la route de Meyrin) à proximité de l'aéroport international de Genève, ce dépôt semi-enterré dont la construction s'est étalée de 2014 à 2019, remplace de façon partielle celui de la Jonction depuis 2020 et accueille sur une surface totale de 80 000 m2 sur trois niveaux près de 70 tramways et 130 bus articulés,,,,.

## Véhicules

### Numérotation
En 2020, la numérotation se présente ainsi, une transition vers un système à quatre chiffres est en cours au fur et à mesure du retrait des anciens véhicules, par ajout du chiffre des milliers au système existant :
- 1-99 et 1000-1099 : Véhicules de service ;
- 101-399 et 1101-1399 : Autobus articulés ;
- 401-499 et 1400-1499 : Minibus non sous-traités et autobus standards des sous-traitants ;
- 501-599 : Autobus standards ;
- 601-799 et 1601-1699 : Trolleybus ;
- 801-899 et 1801-1899 : Tramways ;
- 901-999 et 1901-2099 : Véhicules des sous-traitants, tout types confondus.

### Livrées
En 2021, deux livrées différentes se côtoient aux TPG :
- La livrée dite « 2005 », blanche avec des bas de caisses bleus comme sur le logo Unireso, c'est la livrée présente sur la majeure partie des autobus, sur la quasi-totalité des tramways et sur une partie des trolleybus ;
- La livrée dite « 2013 », livrée apparue avec les trolleybus Van Hool ExquiCity livrés en 2013-2014 et déployée ensuite sur les TOSA, les navettes autonomes Navya, la plupart des autobus des sous-traitants, sur neuf tramway Stadler et sur une grande partie des véhicules de service. Elle est blanche et orange avec des séparations en demi-cercle, rappelant les formes du logo. Elle deviendra, au fil du renouvellement du parc, la livrée unique du réseau, renouant ainsi avec la livrée historique de l'entreprise[36].

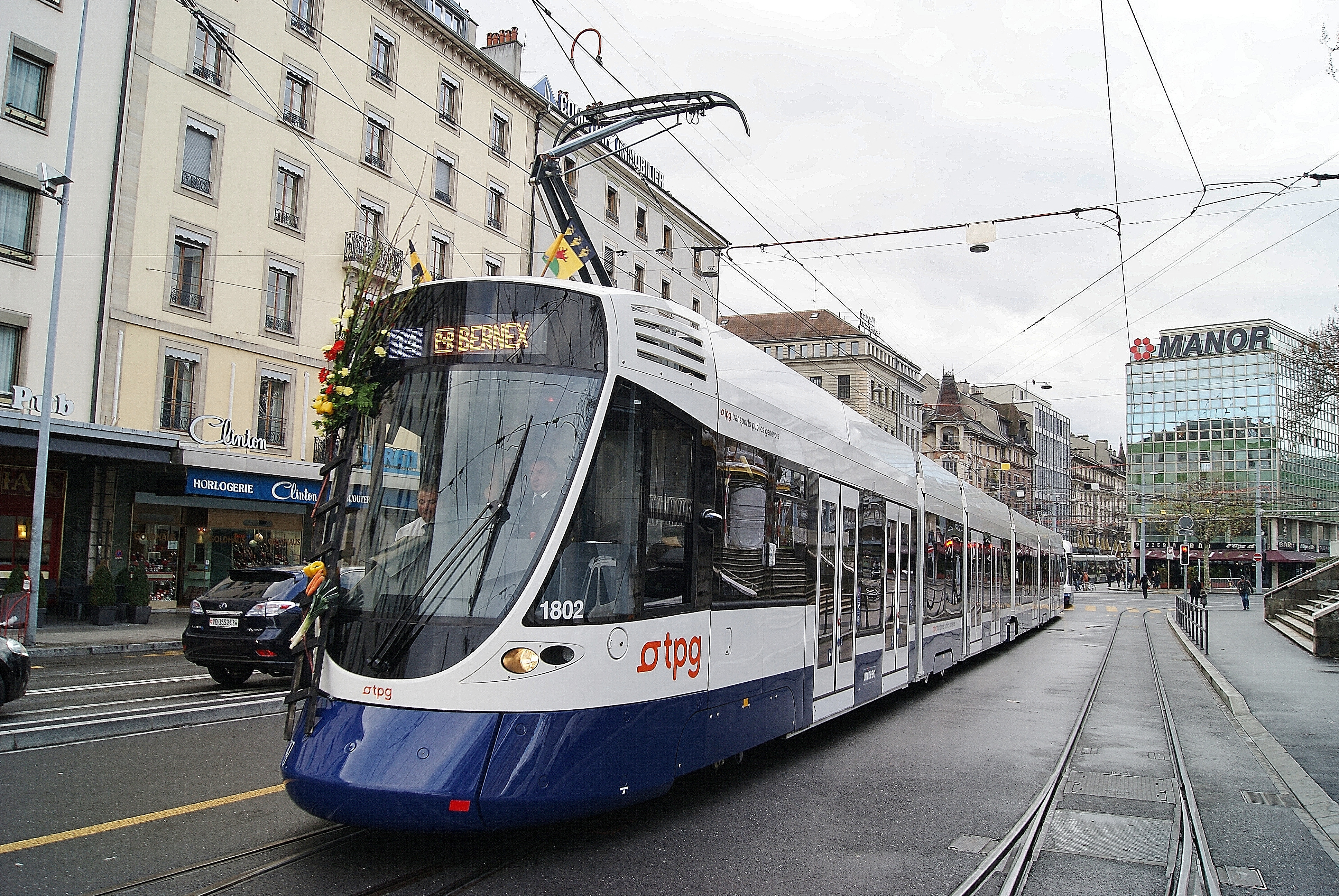
Livrée 2005 sur un Stadler Tango
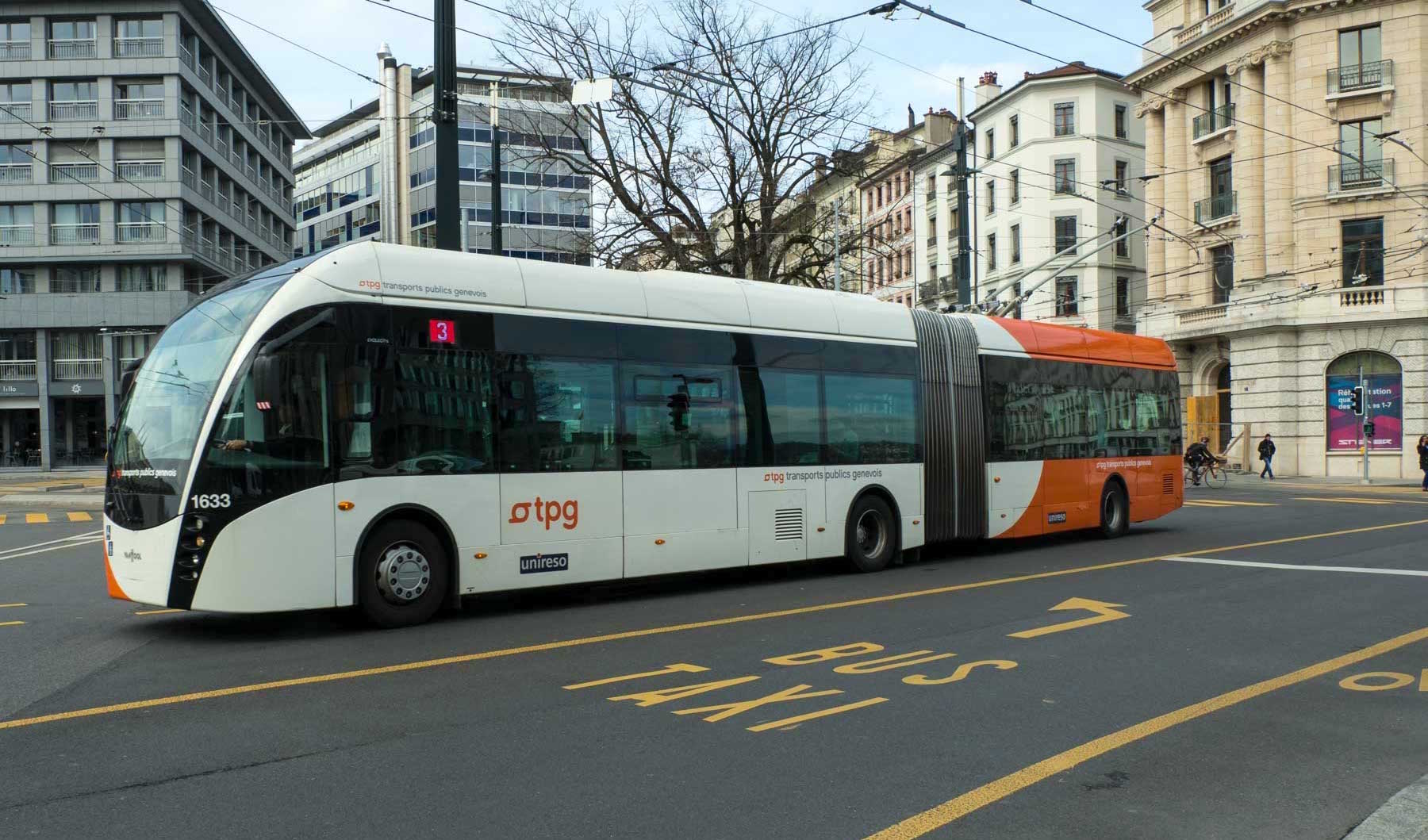
Livrée 2013 sur un Van Hool Exquicity 18.
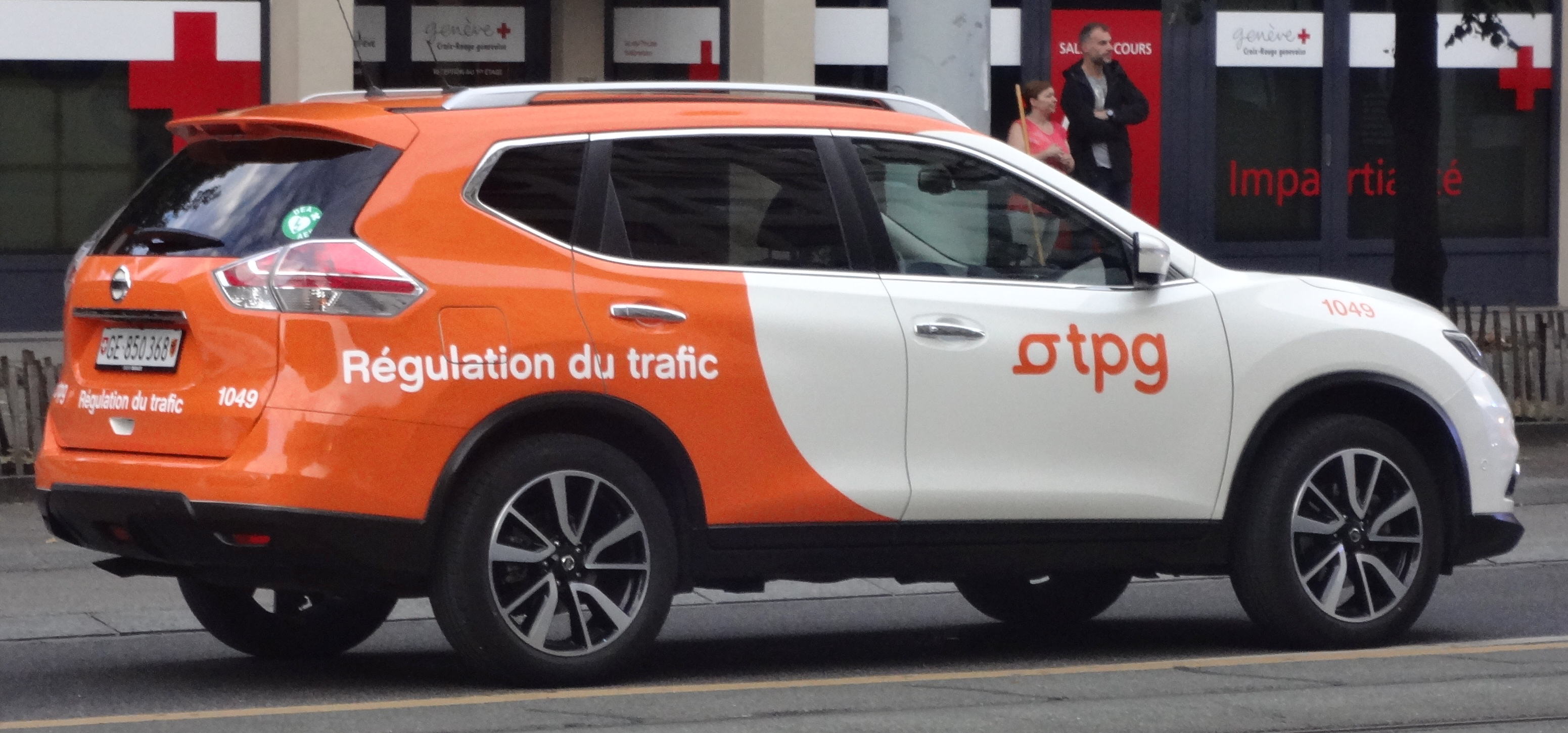
La même livrée sur une voiture de service
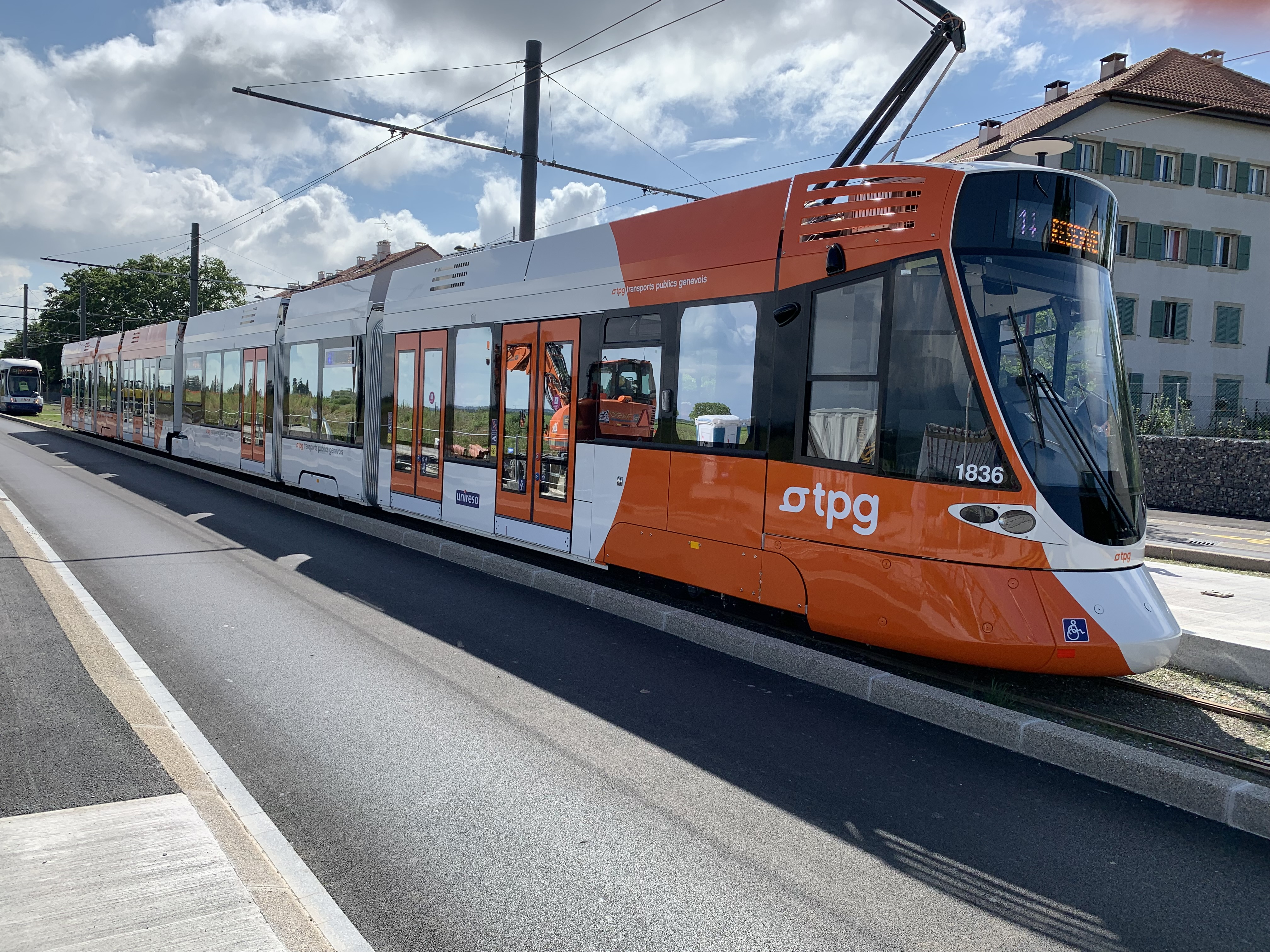
Livrée 2013 sur un tramway Tango

Par le passé, d'autres livrées ont existé :
- La livrée « UST », apparue en 1974 au temps de la CGTE, elle consiste à une décoration entièrement orange avec une ligne blanche sous les vitres et à un toit gris clair. Elle disparaît dans les années 1980 ;
- La livrée « 1977 », apparue avec la nouvelle compagnie, consistant en un pourtour de vitres blanc perle, des bas de caisse orange et la bande de carrosserie au-dessus des vitres en gris clair. Elle disparait au profit de son évolution de 1988 ;
- La livrée « 1988 », évolution de la précédente avec le remplacement du gris clair par des bandes orange sauf sur les tram, la diminution de la surface des bas de caisse peint en orange et l'apparition de bandes orange obliques à l'arrière. Elle disparaît en 2014/2015 lors du retrait des derniers trolleybus à plancher haut.
- La livrée dite « 2000 », une livrée multicolore aux bas de caisses orange et à la face avant bleue avec une bande turquoise, accompagnée de parallélépipèdes des mêmes couleurs. Elle disparaît à la suite du retrait des derniers NAW II série 700 en 2021.

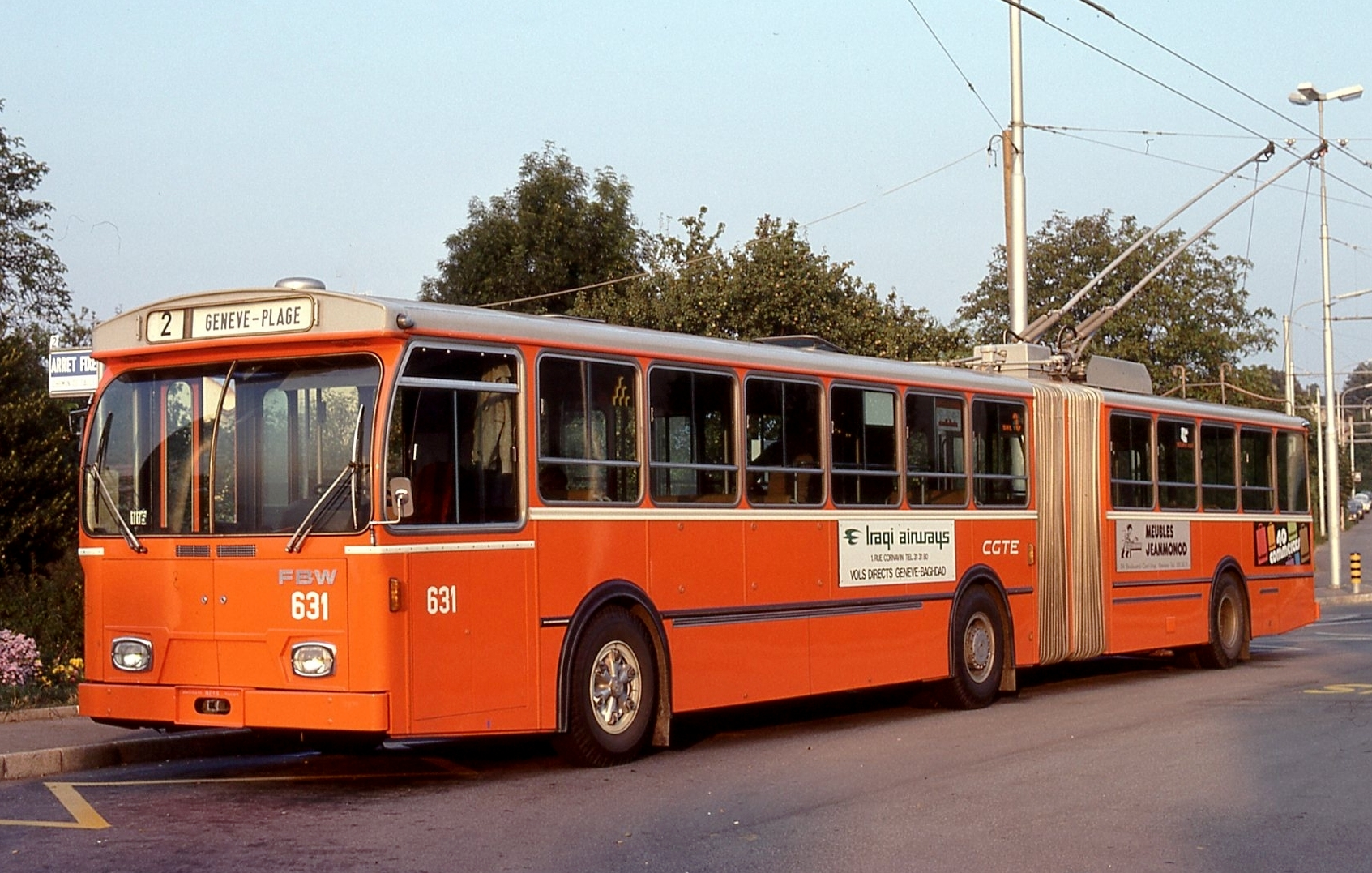
Livrée UST
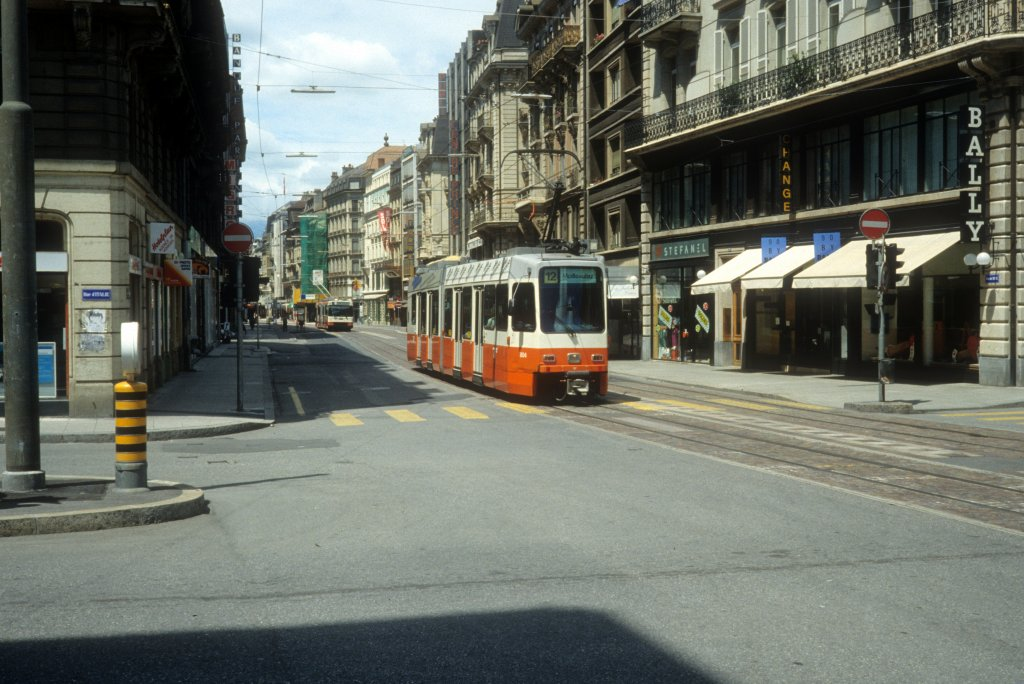
Livrée 1977
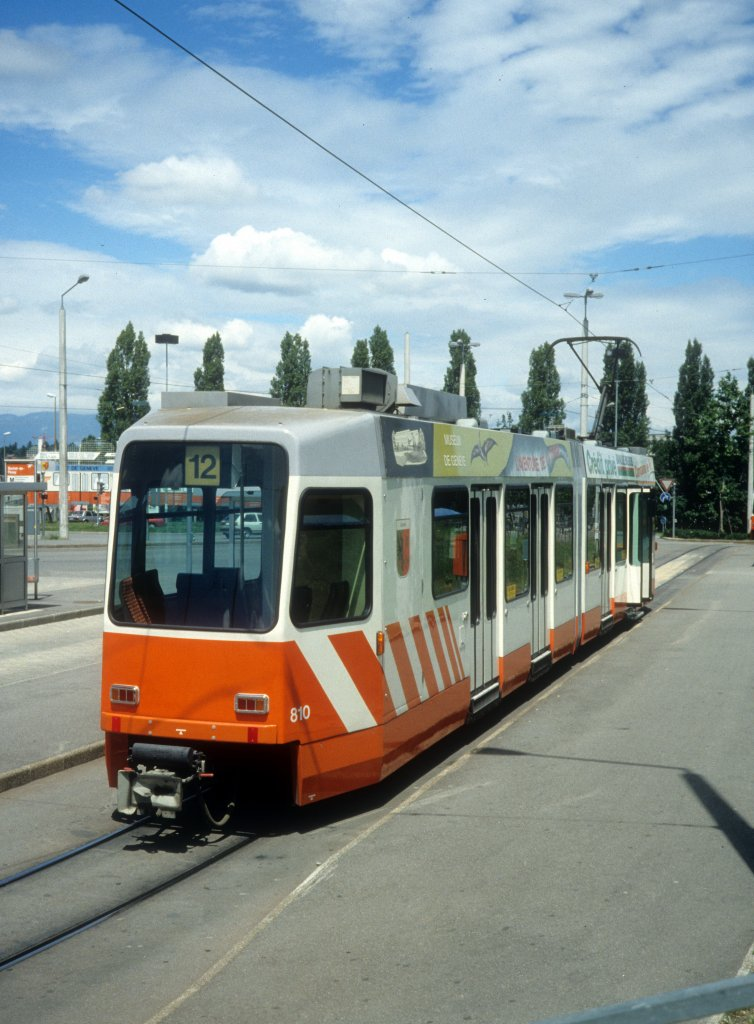
Livrée 1988 sur un tramway
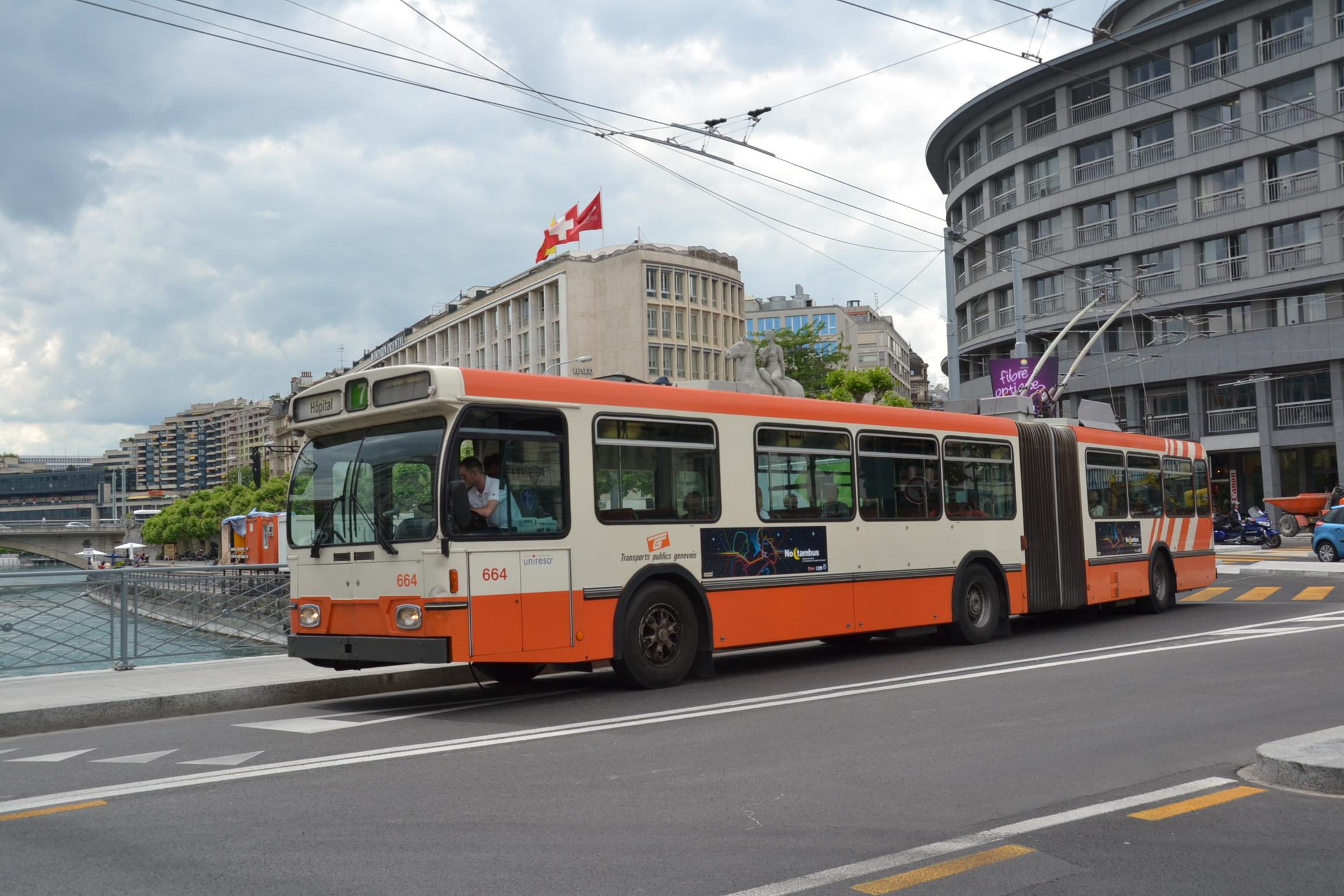
Livrée 1988 sur un trolleybus
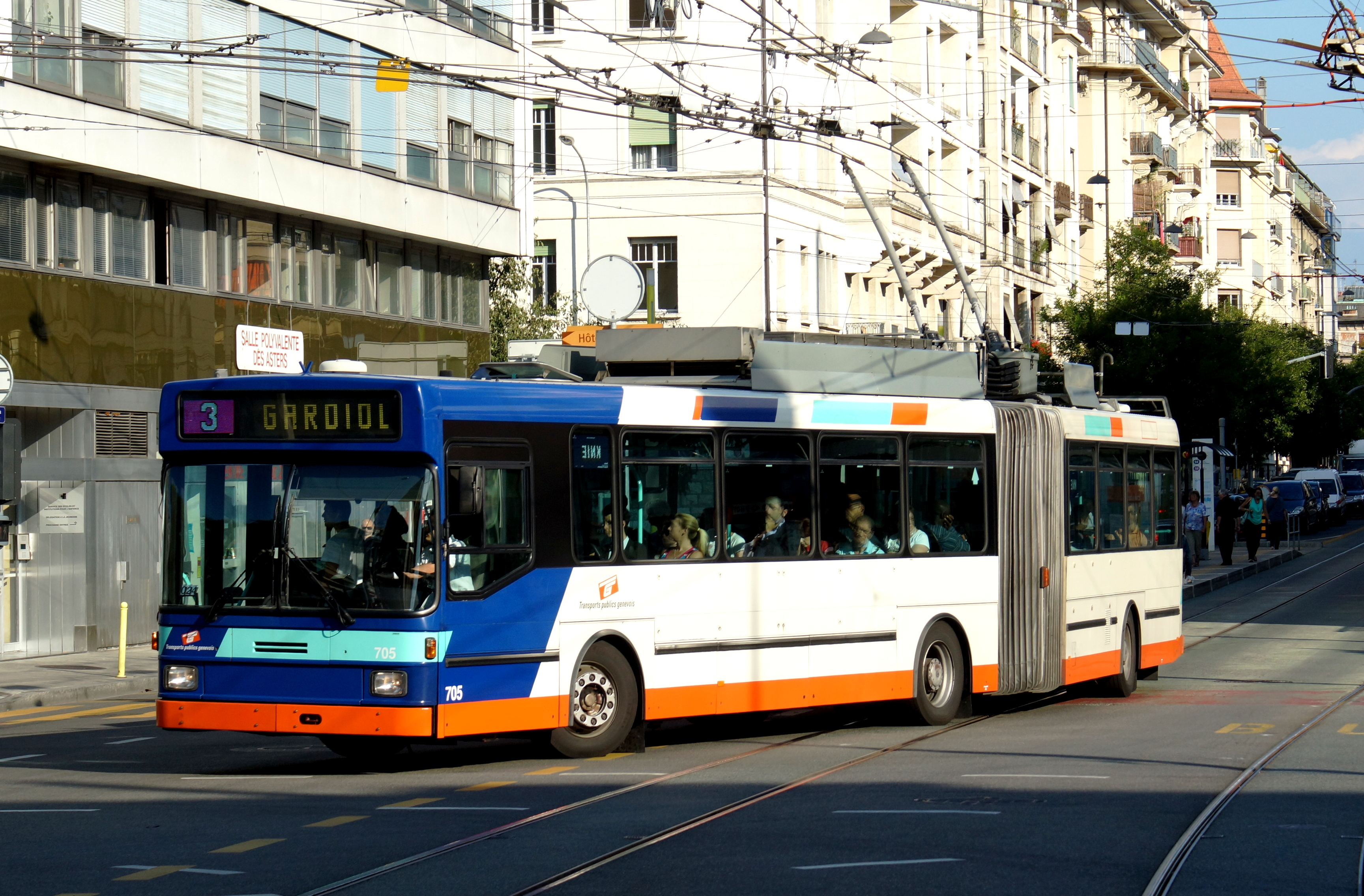
Livrée 2000

### Livrées publicitaires et spéciales
Des livrées publicitaires habillent un ou plusieurs véhicules chaque année, en voici quelques exemples :

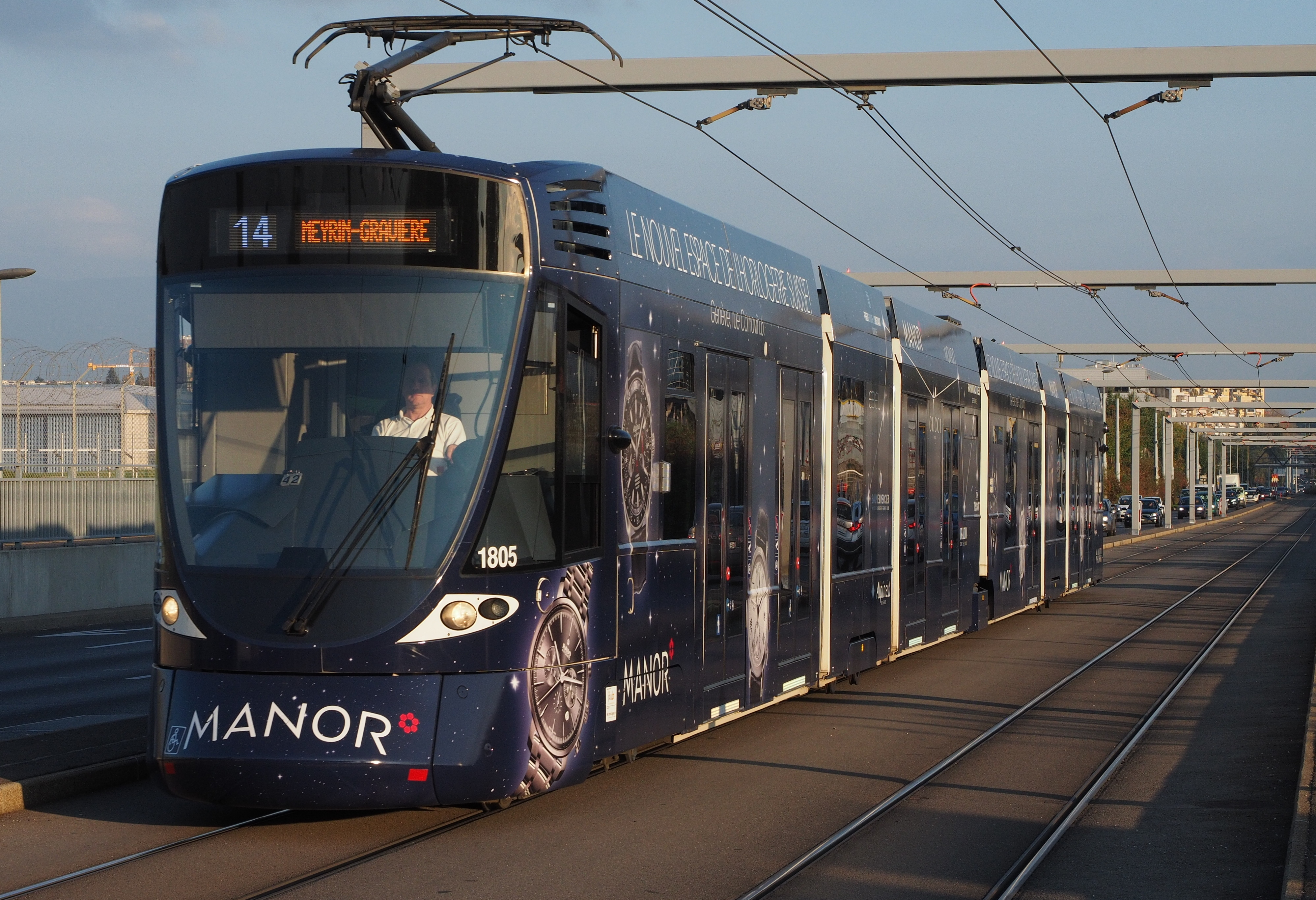
Une Stadler Tango aux couleurs de la marque Manor en 2014.
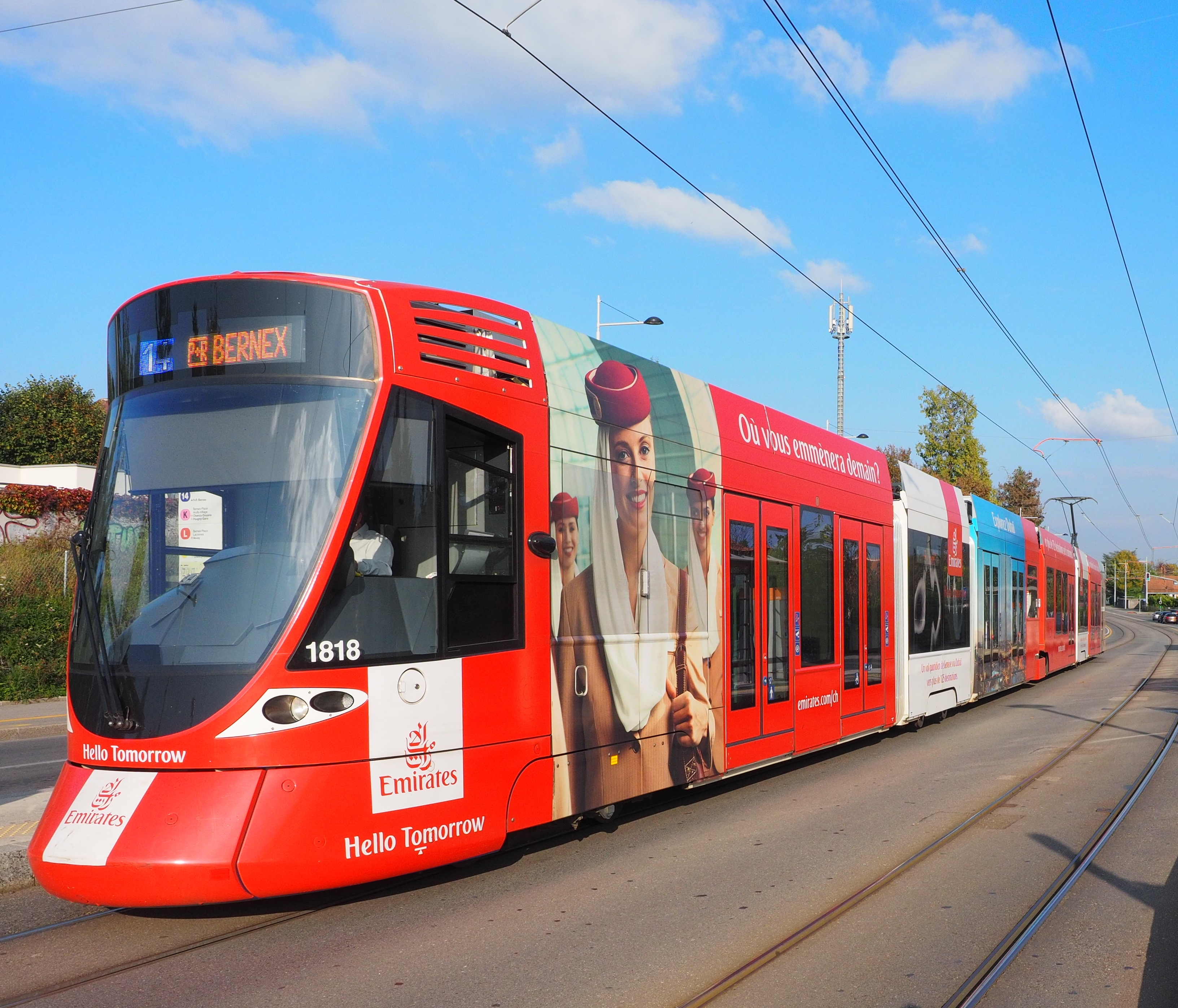
Une autre rame du même modèle, la même année, mais pour Emirates.
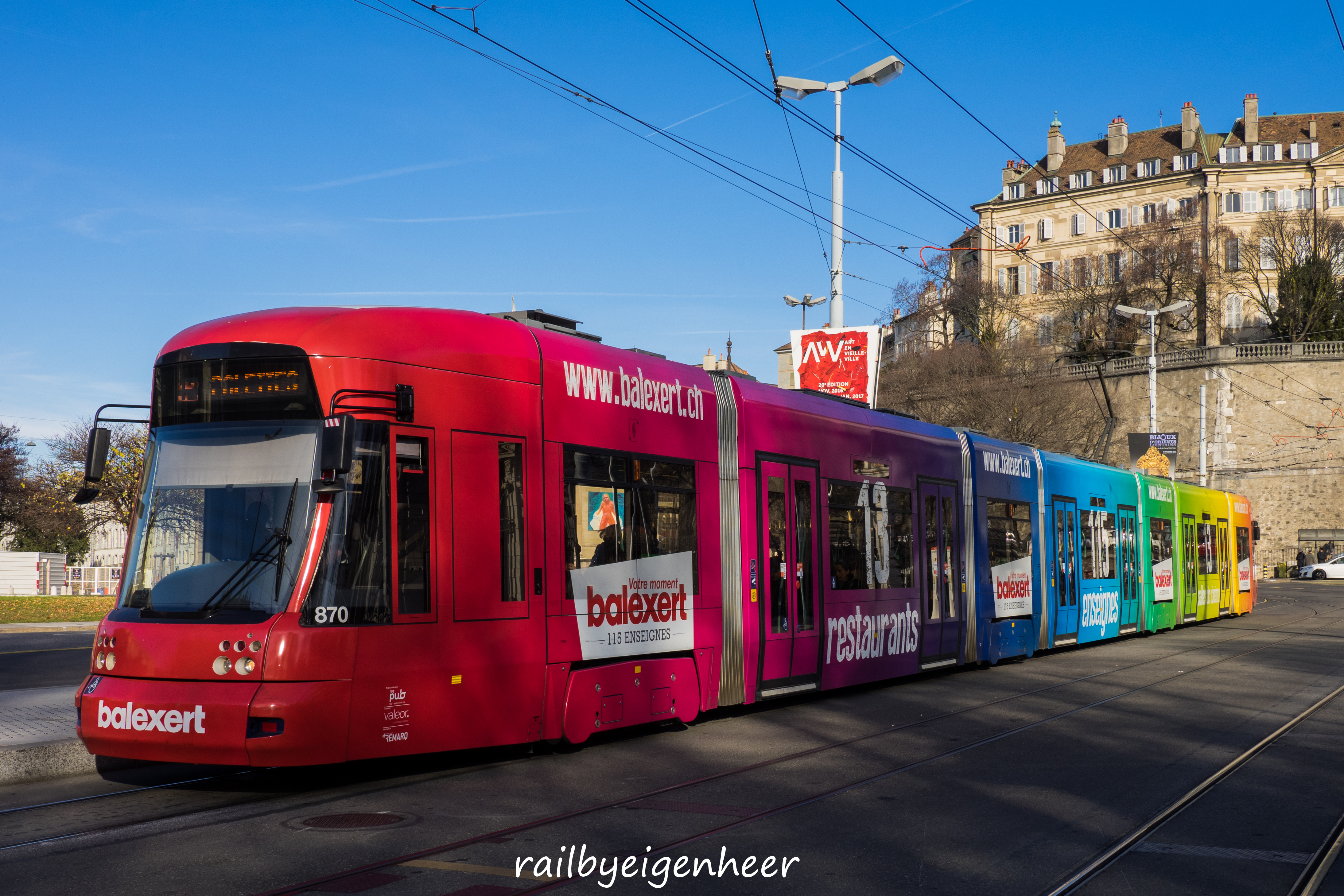
Une Bombardier Cityrunner aux couleurs du centre commercial Balexert en 2016.
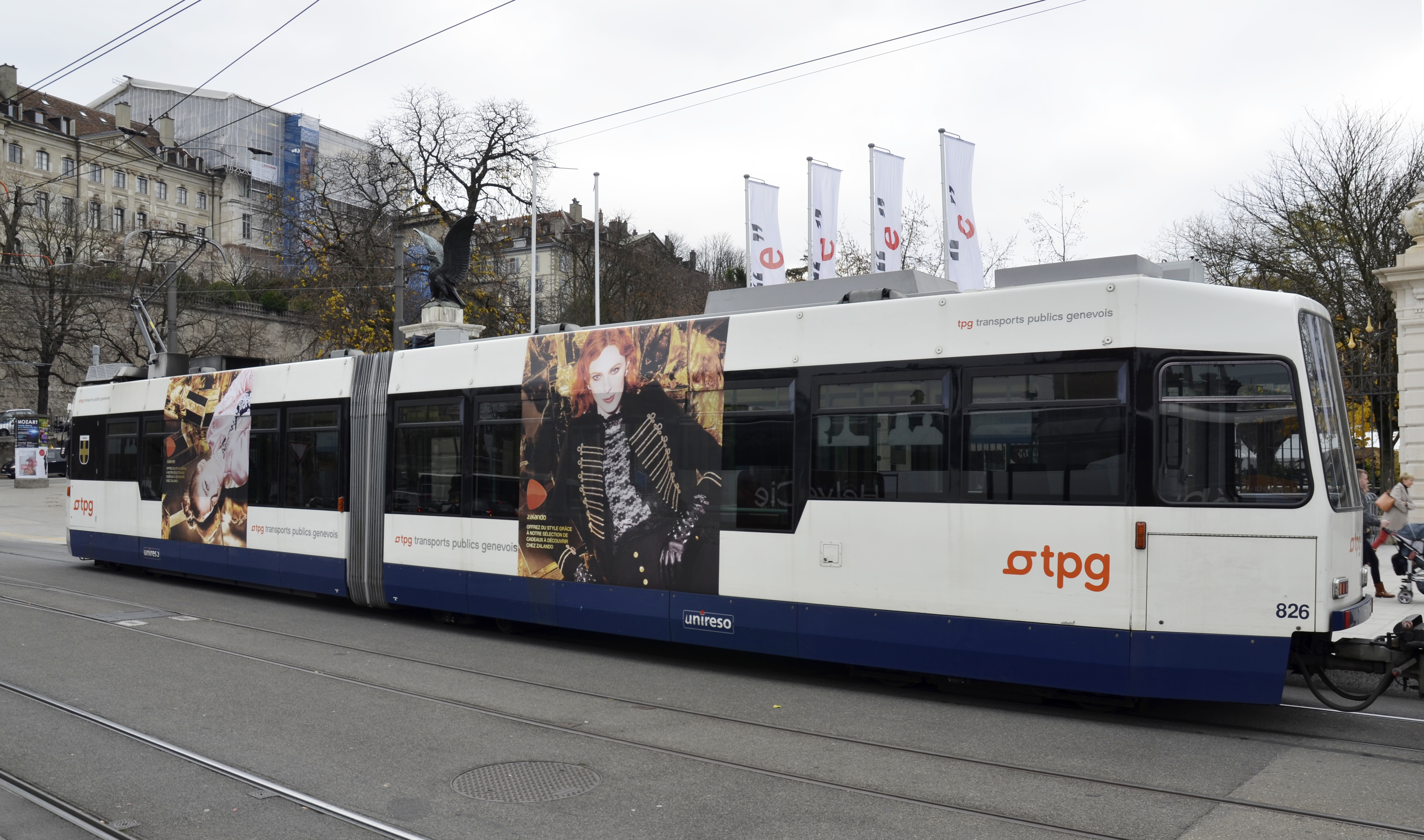
Une Vevey-Düwag aux couleurs de la marque Zalando en 2016.
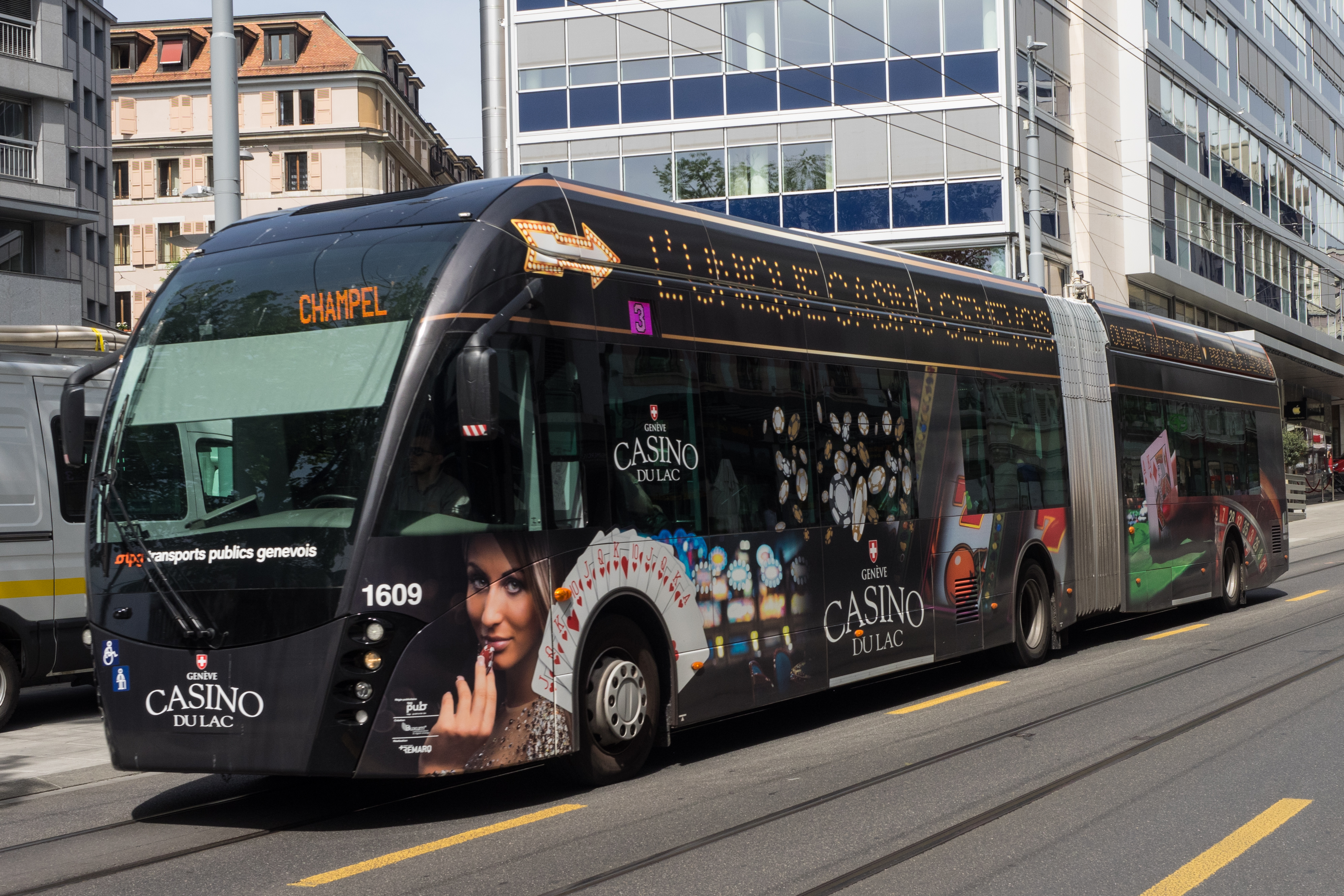
Un Van Hool ExquiCity aux couleurs du Casino du Lac en 2015.

Ces espaces étaient commercialisés par une filiale des TPG, la société anonyme TP Publicité SA, qui commercialisait aussi les espaces publicitaires intérieurs, extérieurs et sur les supports numériques TPG. Jusqu'au 1er janvier 2017 elle se nommait TPG Publicité SA, elle change de nom à l'occasion de l'obtention du contrat avec les TL, le réseau de transport en commun de Lausanne. TP Publicité souhaitait développer ses activités sur les réseaux de Bâle et Zurich.
Avec la dissolution de TP publicité en 2022, la gestion de la publicité est confiée à des sociétés externes.
En 2016, la rame Stadler Tango no 1820 a revêtu une livrée intégralement rose, aussi bien à l'intérieur qu'à l'extérieur. Cette livrée est l'œuvre Monochrome Rose de Pipilotti Rist, dans le cadre du projet artistique « art&tram » au long de la ligne 14 qui a débuté en 2009.

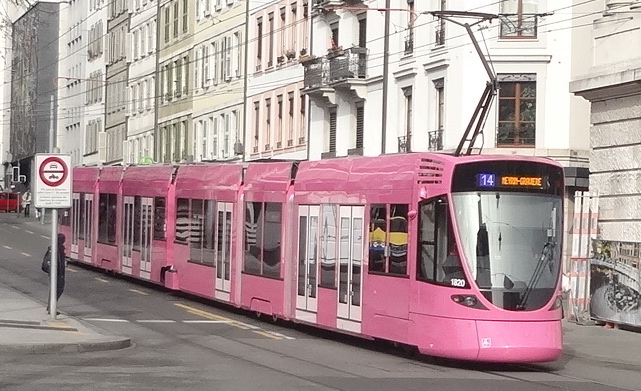
Monochrome Rose, extérieur.
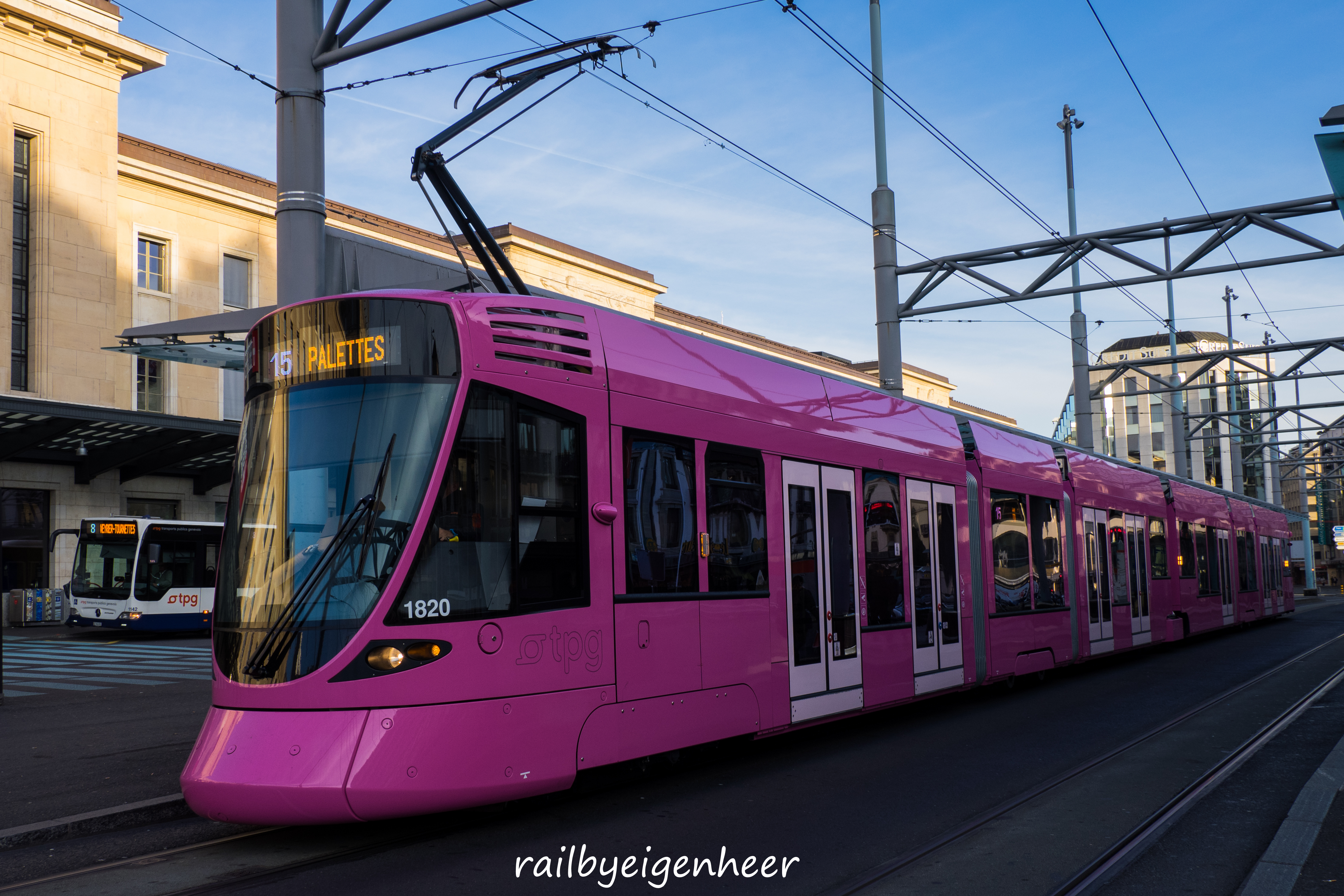
Monochrome Rose, extérieur.
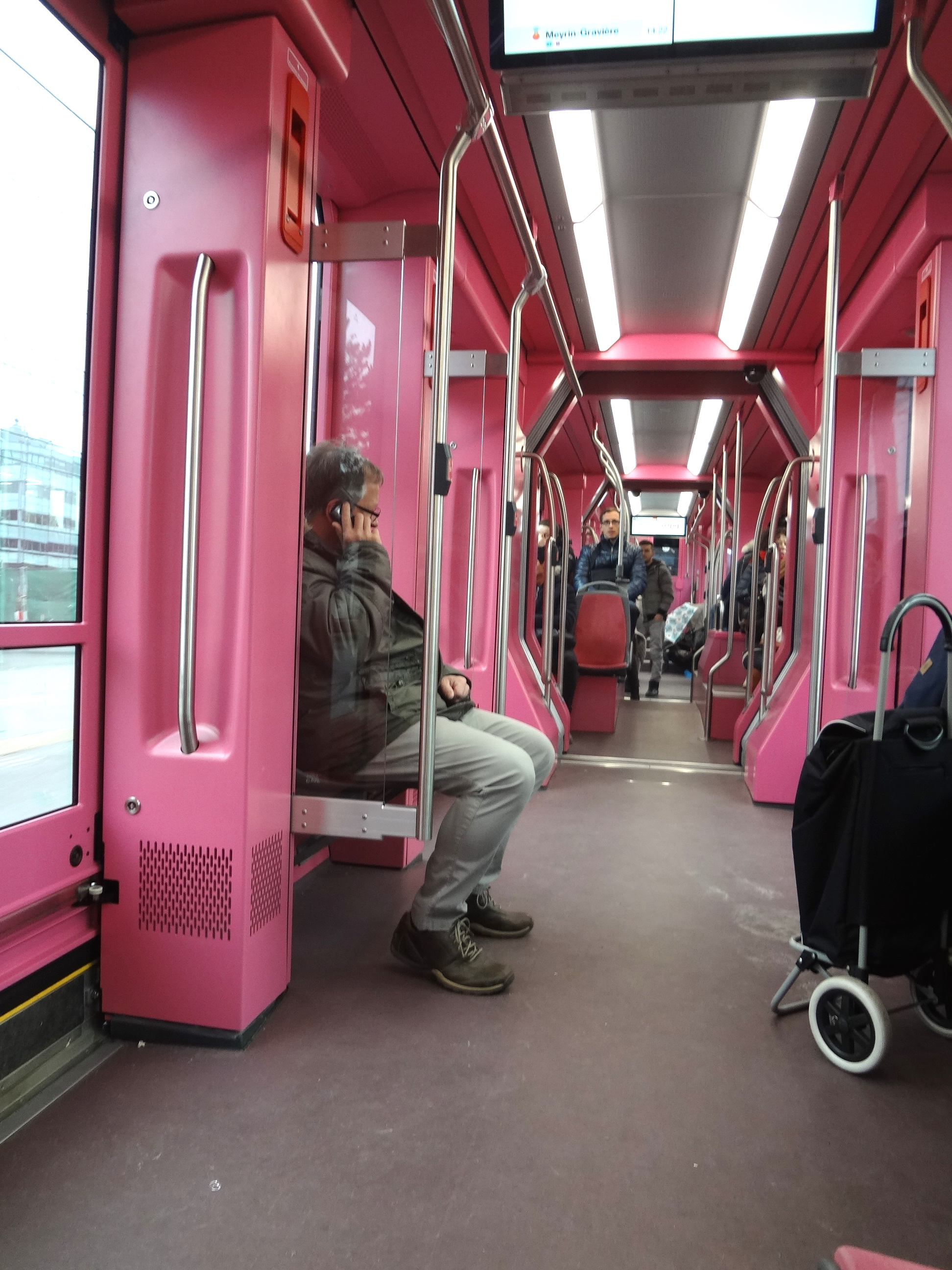
Monochrome Rose, intérieur.
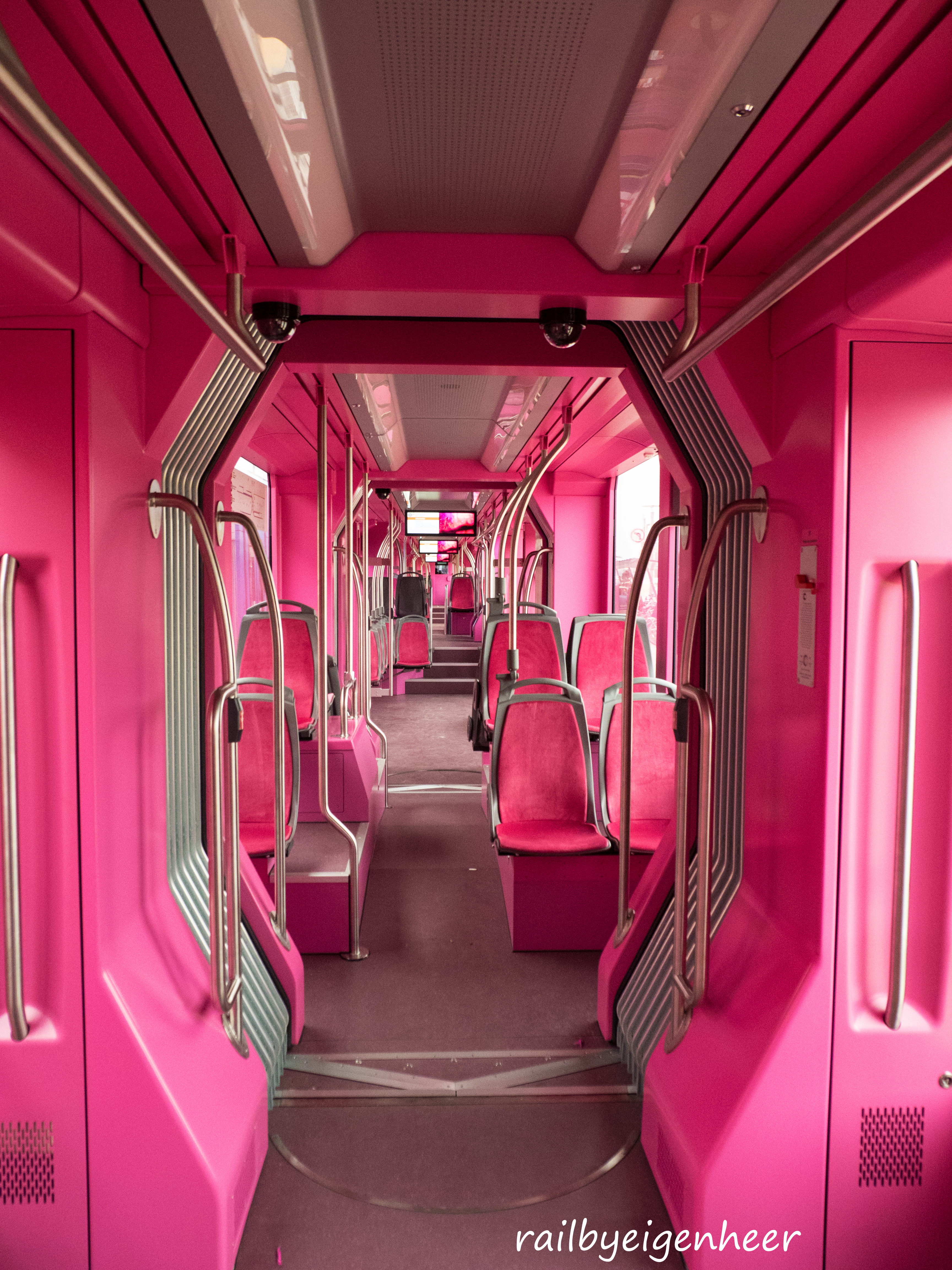
Monochrome Rose, intérieur.

Les TPG, via leur filiale TP Publicité, peuvent refuser certaines campagnes, telle celle du parti d'extrême-droite cantonal Mouvement citoyens genevois (MCG) en janvier 2018 contre « l'afflux de frontaliers » et « la vermine », ce dernier terme se référant ici aux délinquants. Le parti a édulcoré ses messages afin qu'ils soient acceptés sur les flancs des tramways, tout en dénonçant ce qui s'apparente selon eux à une censure. En mai 2019 et dans un autre genre, une campagne de l'association « Dites non à la drogue » (diffusée sur les écrans embarquées et sous forme brochures) a été retirée après que la régie se soit rendu compte qu'elle était liée à l'église de Scientologie en invoquant « des clauses de déontologie relatives aux messages publicitaires à caractère confessionnel pouvant être assimilés à du prosélytisme ». Un autre sujet de controverse concernant les publicités aux TPG concerne celles pour des entreprises ou des commerces en France, comme celle faisant la promotion des commerçants annemassiens qui a fait son apparition en novembre 2019, un mois avant la mise en service du tronçon annemassien du tramway, qui a été ouvertement critiqué par le Conseiller d'État Mauro Poggia (MCG) et dont les TPG ont rappelé qu'elle n'enfreint pas les règles de TP Publicité.

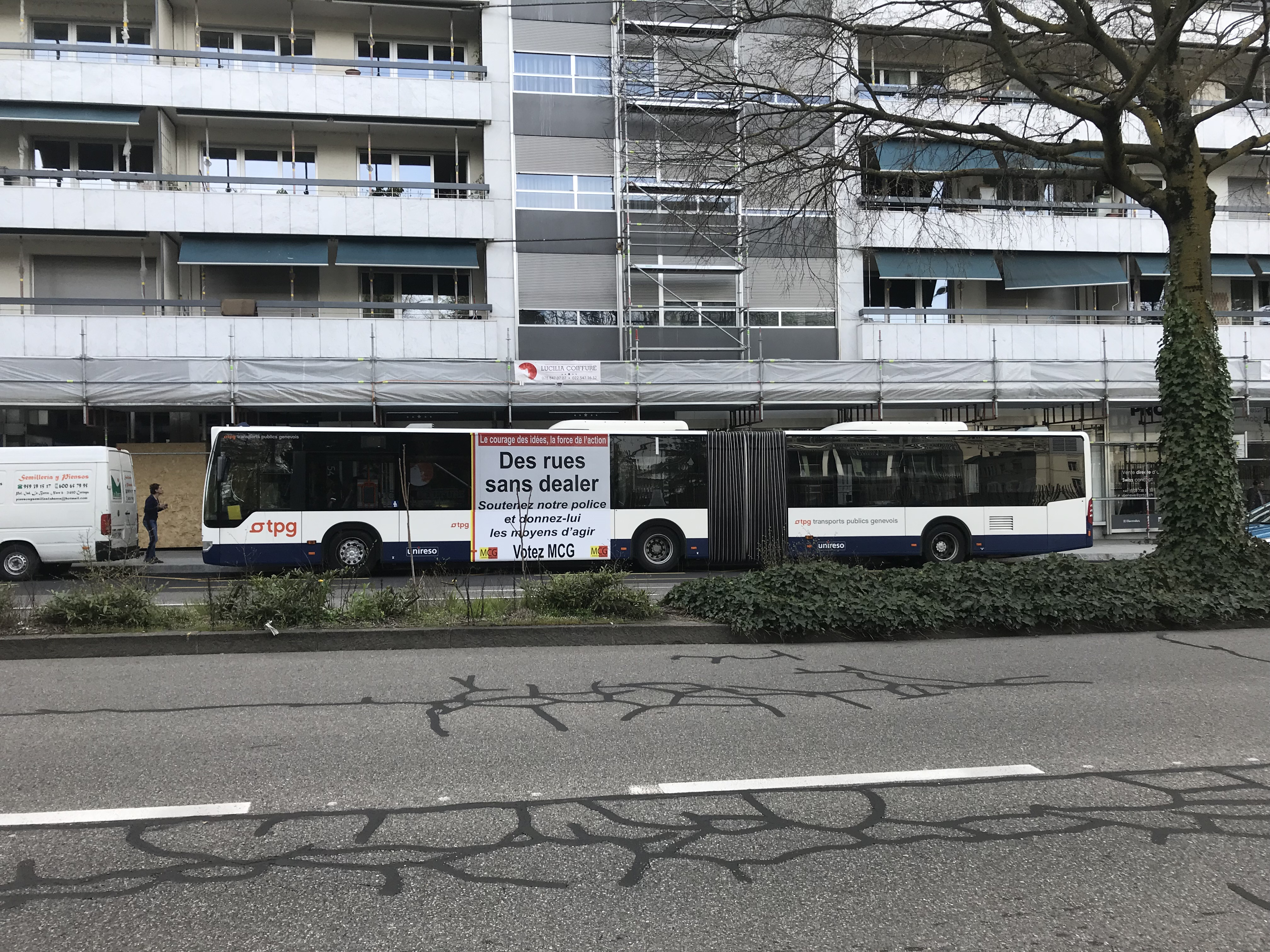
Une campagne du Mouvement citoyens genevois (MCG).

## Projets et expérimentations

### TOSA
Déployé en 2018 sur la ligne 23, le bus TOSA (Trolleybus Optimisation Système Alimentation) est le premier système de bus articulé de grande capacité 100 % électrique, à batterie rechargeable, à la fois écologique et d'une large autonomie pour la desserte des villes. Avec sa technologie, il positionne Genève et la Suisse sur la carte de l'innovation en matière de mobilité durable.

### Véhicule autonome

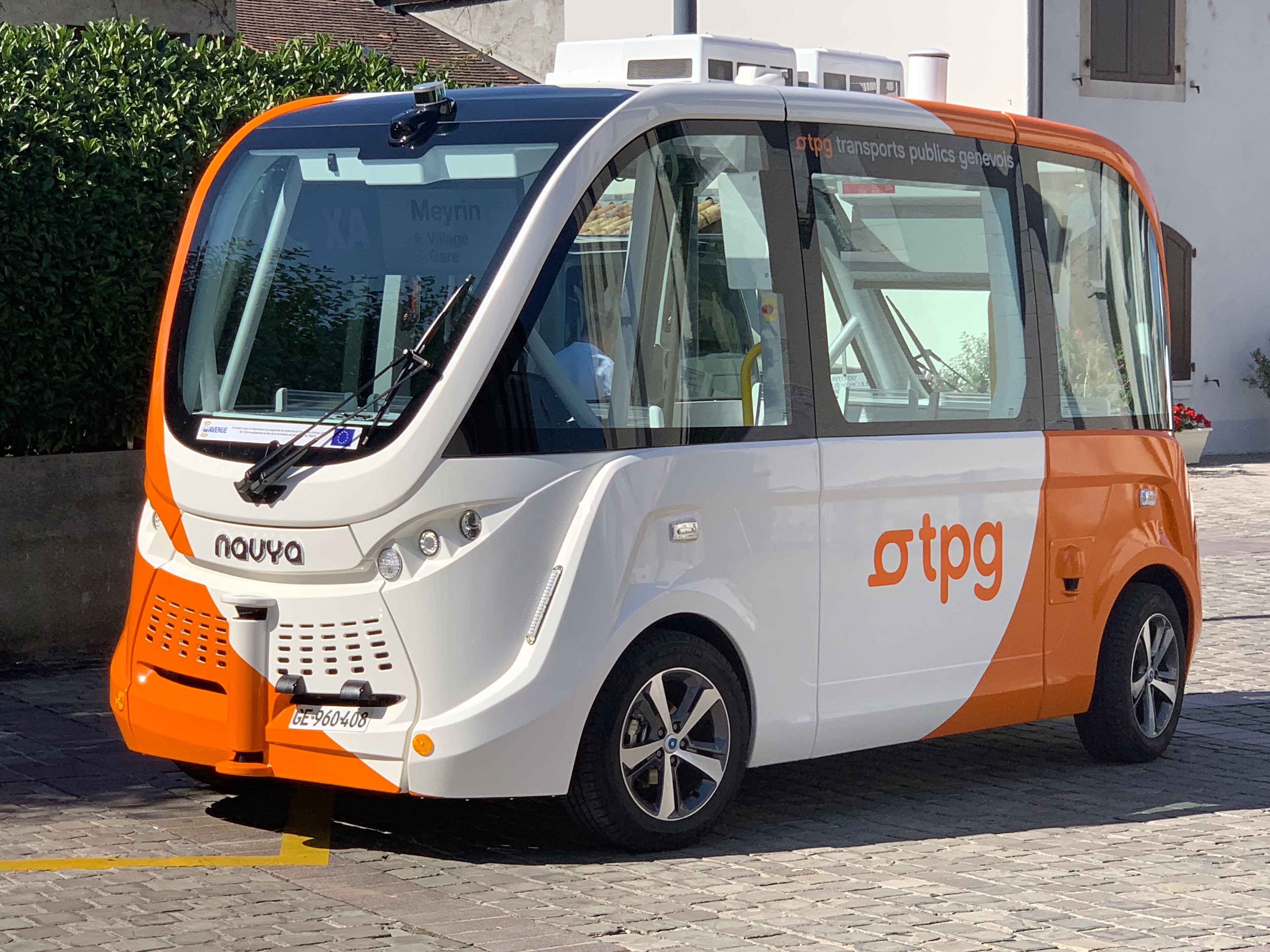
Première navette autonome en test à Meyrin.

Depuis décembre 2017, les TPG expérimentent les technologies de conduite autonome avec la ligne de proximité XA qui permet de rallier le village et la gare de Meyrin et en participant au projet européen de recherche AVENUE (Autonomous Vehicles to Evolve to a New Urban Experience). Pour des raisons de sécurité, un opérateur est constamment présent à bord durant la période d'expérimentation et si besoin, il reprend la conduite en mode manuel. En novembre 2020, les TPG ont annoncé l'abandon définitif du projet, en raison de l’intention du village de Meyrin d’installer des dos d’âne sur les routes.
À la place, les TPG se concentrent sur un second projet sur le site privé de l’Hôpital des Trois-Chêne, dit de « Belle-Idée », sous la forme d'un transport à la demande permettant à terme de relier les différents bâtiments du site en renfort des lignes régulières desservant le site, ce que ce second projet aura pour objectif initial ; l'autorisation d'exploitation a été accordée le 3 juin 2020 avec une mise en service partielle alors envisagée pour l'été 2020,.

### Électrification du parc
En 2022, la flotte est composée à 51 % de véhicules électriques pour un effectif total de 458 véhicules et qui comprend notamment les parcs de tramway et de trolleybus pour seulement une dizaine de bus électriques. Dans le cadre du plan Climat cantonal voté par le Conseil d’État genevois, les TPG ambitionnent de disposer d’un parc de véhicules 100% électriques d'ici 2030. À la suite d'un appel d'offres lancé le 24 mars 2022, les TPG ont sélectionné HESS, en collaboration pour la partie électrique avec Hitachi Energy à Genève, pour la commande de 119 véhicules dont 65 bus articulés (HESS LighTram 19 TOSA) et 54 bus bi-articulés (HESS LighTram 25 TOSA). Les bus seront alimentés par un système de recharge par opportunité développé initialement dans le cadre du projet TOSA. Le premier véhicule est attendu pour le premier semestre 2025. Ils remplaceront les autobus thermiques Citaro.

### Projet abandonné de téléphérique urbain
Le canton étudie depuis 2016 la création d'un téléphérique urbain, dont un tracé de 12 km de long a été dégagé à l'été 2017 entre le P+R 47 et la douane de Bardonnex en passant notamment par l'aéroport, le quartier de Blandonnet, Bernex, Confignon, le quartier des Cherpines et Perly-Certoux,. Il est envisagé de faire fonctionner cette ligne à l'aide de 80 à 90 cabines, transportant 20 à 30 personnes chacune, portées par trois câbles et pouvant fonctionner avec des vents forts jusqu'à 100 km/h. En octobre 2017, les études préliminaires sont en cours. Le tracé fait toutefois débat : Le projet initial ne prévoyait pas de desservir Perly et Bardonnex, soit une longueur initiale de 9 km, le tracé rallongé ne plait pas à tout le monde : le député Les Verts François Lefort, pourtant partisan de ce projet, explique notamment qu'il « [préférerait] qu'on fasse des choses plus raisonnables, mais maintenant » et préfère voir se réaliser « une première ligne entre Bernex et l'aéroport ».
En avril 2019, le Grand Conseil de la République et canton de Genève refuse par 51 voix contre 42 le déblocage d'un crédit de 3 millions de francs suisses destinés à mener les études d'avant-projet, condamnant de fait la réalisation de la ligne, le rapporteur de la majorité Serge Hiltpold jugeant qu'il faut « prioriser les investissements dans l'agglomération et mettre l'accent sur les projets en cours, comme le développement des lignes de tram et l'extension de la gare Cornavin » ; le risque de nombreux recours concernant l'impact visuel du projet est aussi pointé par les élus du conseil.

## Applications mobiles
Depuis 2011, il existe une application mobile pour les appareils fonctionnant sous iOS (App Store) et pour les appareils Android (Google Play Store). L'application permet de consulter les horaires en temps réel, de créer ses itinéraires et d'acheter ses titres de transport de manière intégrée via carte de crédit. Une nouvelle application nommée TPG+ (anciennement TPG Preview) a été développée et proposée en décembre 2019.